# Барселона (футбольный клуб)
«Барсело́на» (кат. Futbol Club Barcelona, каталанское произношение: [fubˈbɔl ˈklub bəɾsəˈlonə] (слушать)о файле; исп. Fútbol Club Barcelona), или же просто «Ба́рса» (кат. и исп. Barça), — испанский профессиональный футбольный клуб из одноимённого города. Основан в 1899 году группой швейцарских, британских, испанских и каталонских футболистов во главе с Жоаном Гампером. Клуб стал одним из символов Каталонии, отсюда происходит и девиз — Més que un club — «Больше чем клуб». Поклонники ФК «Барселона» также известны как «culés» (кулес).
«Барселона» — самый титулованный клуб в Испании по общему количеству официальных трофеев — 80, включая 28 — титулов чемпиона Испании, 32 — Кубков Испании, 15 — Суперкубков Испании, 2 — Кубка испанской лиги и 3 — Кубка Эвы Дуарте. В международном клубном футболе «Барселона» завоевала 20 европейских и мировых титулов: 5 титулов Лиги чемпионов УЕФА, 4 рекордных Кубка обладателей кубков УЕФА, 3 Кубка ярмарок, 5 Суперкубков УЕФА и 3 клубных чемпионата мира.
Представители «Барселоны» вместе с представителями мадридского «Реала» и баскского «Атлетика» стояли у истоков образования чемпионата Испании по футболу. При этом «Барселона» входит в число трёх команд, не покидавших высший испанский дивизион. Также «Барселона» является одним из самых дорогих спортивных клубов мира, занимая 18-е место со стоимостью 5,5 млрд долларов США.
«Барселона» заняла 4-е место в списке лучших футбольных клубов XX века по версии ФИФА, 5 место — по версии журнала «Kicker». Также IFFHS поставил «Барселону» на 3 место в рейтинге лучших европейских клубов XX века и на 1 место — в рейтинге лучших европейских клубов XXI века.
Основной стадион клуба — «Камп Ноу», самый вместительный стадион в Европе. С 19 января 2009 года первая команда клуба сменила место тренировок на спортивный комплекс «Сиутат Эспортива Жоан Гампер».
«Барселона» долгое время была одним из немногих клубов, отказывавшихся от использования спонсорских логотипов на своих футболках. Однако с 2005 года на футболках «Барсы» появился логотип TV3 (Телевидение Каталонии) — на левом плече, а на шортах и воротнике появился маленький флаг Каталонии. 14 июля 2006 года клуб объявил о пятилетнем соглашении с ЮНИСЕФ, по которому логотип фонда будет располагаться на форме команды.
В 2012 году «каталонцы» подписали 5-летнее соглашение с некоммерческой компанией Qatar Foundation, по которому клуб получал € 30 млн ежегодно за рекламу на футболках.
В 2009 году «Барселона» установила уникальное достижение, став единственным европейским клубом, который в течение года выиграл все возможные крупные турниры (три национальных — чемпионат Испании, Кубок Испании и Суперкубок Испании и три международных — Лига чемпионов УЕФА, Суперкубок УЕФА и Клубный чемпионат мира). Кроме того, «сине-гранатовые» стали единственным испанским клубом в истории, которому удалось сделать «золотой хет-трик» (чемпионат Испании, Кубок Испании, Лига чемпионов УЕФА).
В 2015 году «Барселона» вновь сделала «золотой хет-трик», став первым клубом в истории европейского футбола, оформившим «требл» дважды.
19 апреля 2021 года было объявлено о том, что «Барселона» в числе 12 европейских клубов стала учредителем Суперлиги, однако позже появилась информация, что клуб отказался от этой идеи из-за недовольства фанатов и футбольных функционеров. 22 апреля стало известно, что «Барселона» и ещё 3 клуба продолжают переговоры по проекту Суперлиги.

## История клуба

### Под председательством Жоана Гампера (1908—1926)
В 1908 году один из сооснователей клуба и его бывший форвард Жоан (Ганс) Гампер стал президентом клуба в первый раз. Это произошло, когда клуб был на грани краха: после победы в чемпионате Каталонии 1905 года клуб три года не выигрывал никаких трофеев, и его финансовое положение также резко ухудшилось. Впоследствии Гампер пять раз переизбирался президентом клуба. Одно из главных достижений Гампера состояло в том, что он помог «Барсе» приобрести свой собственный стадион. 14 марта 1909 года команда переехала на стадион Carrer Indústria, вместимостью 8000 зрителей.
Также Гампер начал кампанию по увеличению количества членов клуба, и к 1922 году их число превысило 10 000. В том же 1922 году команда вновь сменила домашнюю арену, переехав на стадион Камп-де-Лес-Кортс (или просто Лес-Кортс); первоначальная вместимость этого стадиона была 22 000 мест, позднее расширена до впечатляющей цифры 60 000 мест.
«Футбольный клуб „Барселона“ не может умереть. И не умрёт. Если сейчас никто не пожелает заняться делами клуба, это сделаю я, самолично. Уверен, что меня поддержат те, кто во мне не сомневался даже тогда, когда футбол вообще казался ненормальным делом. С этого дня я хочу забыть те несправедливость и обман, которые заставили меня отойти от дел клуба, и хочу бороться за то, чтобы однажды мы вновь, все вместе, встали на ноги…» (Из выступления Ганса (Жоана) Гампера на собрании Совета директоров ФК «Барселона» 2 декабря 1908 года).
В 1912 году Гампер пригласил в клуб филиппинско-испанского форварда Паулино Алькантара, который отдаст этой команде 13 лет карьеры (1912—1916, 1918—1927), забьёт за это время 357 голов, став лучшим бомбардиром в истории клуба, и откроет собой длинный ряд мастеров футбола с мировым именем, выступавших когда-либо за «Барселону».
В 1917 году тренером «Барсы» с подачи Гампера стал экс-игрок команды в 1912—1916 годах, англичанин Джек Гринвелл, который тренировал команду до 1924 года. Эти меры помогли улучшить ситуацию в клубе. В итоге, в эпоху президентства Гампера «Барселона» выиграла одиннадцать Чемпионатов Каталонии, шесть Кубков Испании и четыре Кубка Пиренеев, это был первый «золотой век» клуба. Помимо Алькантары, тогдашний состав «Барсы», под началом президента Гампера и тренера Гринвелла, включал в себя таких игроков, как Эмилио Саги Линьян (он же Саги-Барба), Хосеп Самитьер, Феликс Сесумага, Франц Платко и вратарь Рикардо Самора. Самора после нескольких лет игры в «Барсе» перешёл в «Эспаньол».

### Ривера, Республика, Гражданская война в жизни клуба (1923—1939)
В середине славных для клуба 1920-х годов «Барселона» начала страдать от неспортивных политических конфликтов, которыми будет отмечено не одно десятилетие истории клуба.
14 июня 1925 года толпа во время игры в честь хора «Каталонский Орфеон» запела Королевский марш — официальный гимн Испанского королевства, отменённый при диктатуре Примо де Риверы. В отместку стадион «Барселоны» был закрыт властями на шесть месяцев (затем срок сократили до трёх), а Гампера вынудили отказаться от поста президента клуба. Основатель клуба покончил жизнь самоубийством 30 июля 1930 года в период депрессии, вызванной личными и денежными проблемами.
Хотя в команде по-прежнему было много хороших игроков, таких, как Хосеп Эскола, клуб вступил в период неудач, ибо политические конфликты в стране оттеснили спорт на второй план в глазах общества. «Барса» столкнулась с кризисом сразу на трёх фронтах: финансовом, социальном (количество членов клуба постоянно снижалось) и спортивном (хотя команда стабильно выигрывала первенства Каталонии (1930, 1931, 1932, 1934, 1936, 1938), но успех на всеиспанском уровне от них ускользал, за исключением победы в Средиземноморской лиге в 1937 году, но это, впрочем, уже было военное время со всеми его особенностями).
6 августа 1936 года солдаты армии Франсиско Франко арестовали и убили президента клуба Хосепа Суньоля под Гвадаррамой. Летом 1937 года команда под руководством главного тренера Патрика О’Коннелла отправилась в турне по США и Мексике, где их считали посланцами Второй Испанской Республики. В это время в самой Испании полным ходом шла Гражданская война. Эта поездка улучшила финансовое положение клуба, однако после неё больше половины команды не вернулось в объятую огнём войны Испанию, оставшись в поисках убежища в Мексике и Франции.
16 марта 1938 года авиация сил Франко сбросила бомбу на социальный клуб «Барсы», нанеся большой ущерб. Несколько месяцев спустя город Барселона был оккупирован франкистами, и клуб, как символ «недисциплинированных» каталонских националистов, сталкивается с рядом серьёзных проблем. К тому времени количество членов клуба сократилось до 3486 человек.

### Смена названия. Барселона в годы правления Франко (1939—1974)
По завершении Гражданской войны в условиях установившейся диктатуры Франко каталанский язык и флаг были запрещены (в рамках борьбы с сепаратизмом). Также футбольным клубам запретили использовать неиспаноязычные названия. В результате команда в 1941 году была вынуждена сменить название со старого, англоязычного Football Club Barcelona на «правильное» испанское Club de Fútbol Barcelona; под этим названием клуб будет существовать 33 года. Заодно из герба был изъят каталонский флаг.
В 1943 году на домашнем стадионе Лес-Кортс в первом полуфинальном матче Кубка Генералиссимуса (Copa del Generalísimo — так был переименован новой властью Кубок Испании, он же бывший Кубок Короля) команда победила мадридский «Реал» со счётом 3:0. Ответный матч мадридцы выиграли 11:1.
Несмотря на сложную политическую ситуацию, «Барселона» смогла достичь больших успехов в 1940-е и 1950-е годы. В 1945 году команда впервые с 1929 года выиграла чемпионат Испании, тренером победного состава был Хосеп Самитьер, за команду в то время выступали такие мастера, как Сесар Родригес, Антони Рамальетс и Хуан Веласко.
В 1948 и 1949 годах команда выиграла ещё два чемпионских титула. Также в 1949 был выигран Латинский кубок.
Под руководством тренера Фердинанда (Фернандо) Даучика и при наличии в составе Ладислао Кубалы, которого ряд специалистов считают лучшим игроком «Барсы» всех времён, в 1952 году команда взяла пять трофеев: чемпионат Испании, Кубок Испании (в то время официально именовавшийся Copa del Generalísimo, Кубок Генералиссимуса, то есть Франко), Латинский кубок, Суперкубок Испании («Кубок Эвы Дуарте», так он назывался в те годы в честь Эвы (Эвиты) Дуарте де Перон) и Кубок Мартини и Росси. В 1953 году команда сделала дубль, победив в чемпионате и Кубке Испании. В сезоне 1957 года была одержана ещё одна победа в Кубке Испании. В 1958 году был взят Кубок ярмарок.
В 1957 году новым стадионом клуба стал только что сданный в эксплуатацию «Камп Ноу».

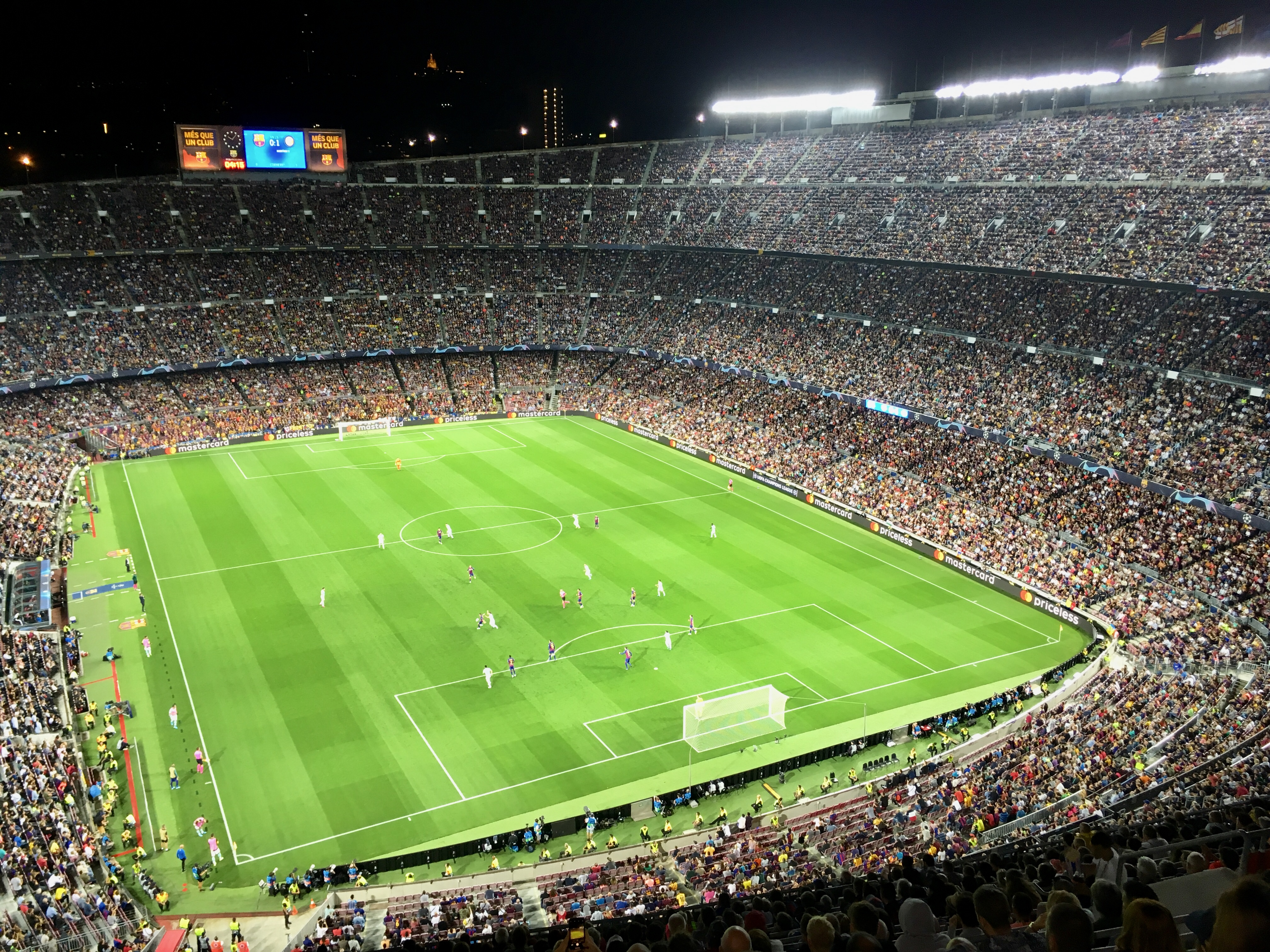
Матч на стадионе «Камп Ноу», на котором выступает «Барса», с участием клуба

Вереница побед продолжилась и при новом тренере Эленио Эррере.
Состав к тому времени усилили молодой Луис Суарес, ставший футболистом года в Европе в 1960 году, и два венгра из легендарной «золотой команды», Шандор Кочиш и Золтан Цибор, покинувшие свою родину после подавления СССР и странами т. н. «народной демократии» восстания в Венгрии (в команду их взяли по рекомендации близко знавшего их Кубалы). С таким составом «Барса» сделала национальный дубль в 1959 году (чемпионат и Кубок Испании), а в 1960 году взяла второй в своей истории Кубок ярмарок и снова победила в национальном первенстве. В 1961 году они стали первым в истории клубом, выбившим из розыгрыша Кубка европейских чемпионов мадридский «Реал», прервав шестилетнюю «монополию» мадридцев на этот титул. В финале Кубка чемпионов в Берне испанцы уступили португальской «Бенфике» со счётом 2:3.
1960-е годы были в целом не слишком удачны для клуба такого уровня: два Кубка Испании (1963 и 1968) и Кубок ярмарок 1966 года. В те годы розыгрыш чемпионата Испании стал «внутренним делом» двух мадридских грандов — «Реала» и «Атлетико», «Барса» не смогла тогда вмешаться в их соперничество.
В 1974 году команде было возвращено исходное название — Futbol Club Barcelona.

### Первый приход в клуб Кройфа (1974—1978)
В сезоне 1973—1974 к команде присоединился человек, которому было суждено стать новой легендой «Барсы» — голландский форвард Йохан Кройф. Уже состоявшись как мастер футбола за время игры в «Аяксе», Кройф сразу закрепился в основе и вскоре стал лидером команды. Он быстро стал любимцем болельщиков «Барсы» за свою игру, но особенно поднялся в их глазах после того, как рассказал журналистам, что выбрал «Барсу», а не злейшего её врага «Реал Мадрид» (который также был заинтересован в услугах голландца), якобы потому, что по убеждению не мог играть за клуб, связанный с именем Франко. К тому же, позже он назвал своего сына каталонским именем Жорди. Во многом благодаря Кройфу в 1974 году «Барселона» впервые с 1960 года выиграла испанскую Примеру, а заодно разгромила мадридский Реал в «Эль Класико» на «Сантьяго Бернабеу» со счётом 5:0. Также в первый свой сезон за «Барсу» Кройф был признан лучшим
футболистом года в Европе. В 1978 году Кройф покинул клуб и уехал играть в США.

### Годы стабильности. Эпоха президентства Нуньеса (1978—1988)
В 1978 году Хосеп Луис Нуньес был избран президентом клуба. Его основными целями на посту главы клуба стали превращение «Барсы» в клуб мирового уровня и обеспечение финансовой стабильности.
В эпоху Нуньеса «Барса» выиграла два Кубка обладателей кубков — в 1978/79 (победа в финале над «Фортуной» из Дюссельдорфа в дополнительное время) и 1981/82 (в финале на родном «Камп Ноу» обыгран со счётом 2:1 льежский «Стандард») годах; также команда в это время выиграла три Кубка Короля (1980/81, 1982/83, 1987/88).
Перед началом сезона 1981/1982 тренером клуба был назначен немец Удо Латтек, которому удалось выиграть с командой Кубок обладателей кубков. В июне 1982 года команду усилил аргентинец Диего Марадона, перешедший из аргентинской команды «Бока Хуниорс» за рекордную на тот момент трансферную сумму — 3 млн фунтов стерлингов. Впрочем, вскоре, в 1984 году, суперзвезду (успевшую «приложить руку» к победе в Копа-дель-Рей 1983 года) перекупил итальянский клуб «Наполи», побив мировой трансферный рекорд (£ 5 млн.).
Перед началом сезона 1984/1985 тренером клуба был назначен англичанин Терри Венейблс. Также в клуб пришёл немецкий полузащитник Бернд Шустер. В сезоне 1984/1985 команда уверенно победила в чемпионате Испании. А в следующем сезоне дошла до финала Кубка чемпионов, где на стадионе «Рамон Санчес Писхуан» в Севилье уступила румынскому «Стяуа» (0:2 в серии послематчевых пенальти).
Летом 1986 года в клуб пришли английский бомбардир Гари Линекер, валлийский нападающий Марк Хьюз и перспективный баскский вратарь Андони Субисаррета. В это же время команду покинул Бернд Шустер, перешедший в стан злейшего врага — мадридский «Реал». Перед началом сезона 1987/1988 тренером клуба вместо Венейблса стал Луис Арагонес. Тот сезон окончился победой клуба в Кубке Испании (в финале со счётом 1:0 был обыгран «Реал Сосьедад») и восстанием игроков против президента Нуньеса, которое известно как Мотин-дель-Эсперия, которое, впрочем, не помешало дальнейшему пребыванию Нуньеса в должности (он пробыл главой клуба до 2000 года), а вот многие игроки после этого события были вынуждены покинуть клуб.

### Второй приход Кройфа. Взлёт и падение (1988—1996)
В 1988 году Йохан Кройф вернулся в клуб в качестве главного тренера. Состав команды, который он возглавил, получил чуть позже, в начале 1990-х годов, прозвище «Команда мечты» («Dream Team»), по аналогии с легендарной баскетбольной сборной США тех лет, победившей на Олимпиаде-1992, которая проходила как раз в Барселоне.
В «Барсу» в то время пришла плеяда блистательных игроков: Амор, Пеп Гвардиола, Хосе Мария Бакеро, Чики Бегиристайн, Надаль, Эусебио, Гойкоэчеа, Георге Хаджи, Рональд Куман, Микаэль Лаудруп, Ромарио, Христо Стоичков, Хуан Унсуэ.
В 1991—1994 годах «Барса» четыре раза подряд выиграла чемпионат Испании. На европейской арене команда выиграла Кубок обладателей кубков 1988/1989 (победа в финале над «Сампдорией» 2:0) и Кубок чемпионов 1991/92 (в драматичном матче на «Уэмбли» была обыграна всё та же «Сампдория», решающий гол со штрафного на 111-й минуте матча забил Рональд Куман). Помимо этого, коллекцию клубных трофеев пополнили Кубок Испании (1990), Суперкубок УЕФА (1992) и три Суперкубка Испании. В 1992 году в Токио команда уступила в финале Межконтинентального кубка бразильскому клубу «Сан-Паулу» (1:2).
Однако вскоре полоса побед подошла к концу. В финале Лиги чемпионов 1993/94 в Афинах «Барса» была разгромлена «Миланом» 0:4. Это стало первым серьёзным, крупным поражением за несколько лет. В 1996 году, после двух не слишком удачных сезонов (1994/1995, 1995/1996), Кройфф покинул тренерский мостик команды. На этом посту голландец установил два клубных тренерских рекорда: по длительности пребывания в должности и по количеству выигранных трофеев (11). Уход Кройффа принято считать концом эпохи «Dream Team», большинство игроков того легендарного состава к началу 1997 года также покинули команду.

### Столетие клуба. На рубеже веков (1996—2003)

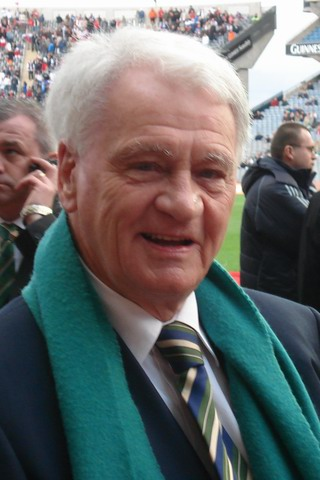
Сэр Бобби Робсон

После ухода Кройфа его место занял англичанин Бобби Робсон, который провёл на этом посту всего лишь один сезон (1996/97), зато весьма успешный: команда сделала «кубковый хет-трик» (Кубок Испании, Суперкубок Испании и Кубок обладателей кубков). Также за время пребывания в «Барсе» Робсон успел приобрести из голландского «ПСВ» будущую суперзвезду Роналдо и произнести фразу, ставшую крылатой: «Каталония — это страна, и ФК „Барселона“ — её армия». Впрочем, Роналдо отыграл за клуб лишь один сезон, уйдя в миланский «Интер». Робсона на тренерском посту сменил голландец Луи ван Гаал. К этому времени клуб усилили Луиш Фигу, Жиованни де Оливейра, Луис Энрике Мартинес, Патрик Клюйверт и Ривалдо.
В сезоне 1997/98 команда сделала «дубль», выиграв чемпионат и Кубок Испании. Правда выступление в Лиге чемпионов было неудачным, при этом ещё «Барселона» потерпела крупное поражение на родном стадионе «Камп Ноу» от киевского «Динамо» 0:4. В 1999 году клуб отпраздновал своё столетие. Лучшим подарком к юбилею стала ещё одна победа в чемпионате Испании.

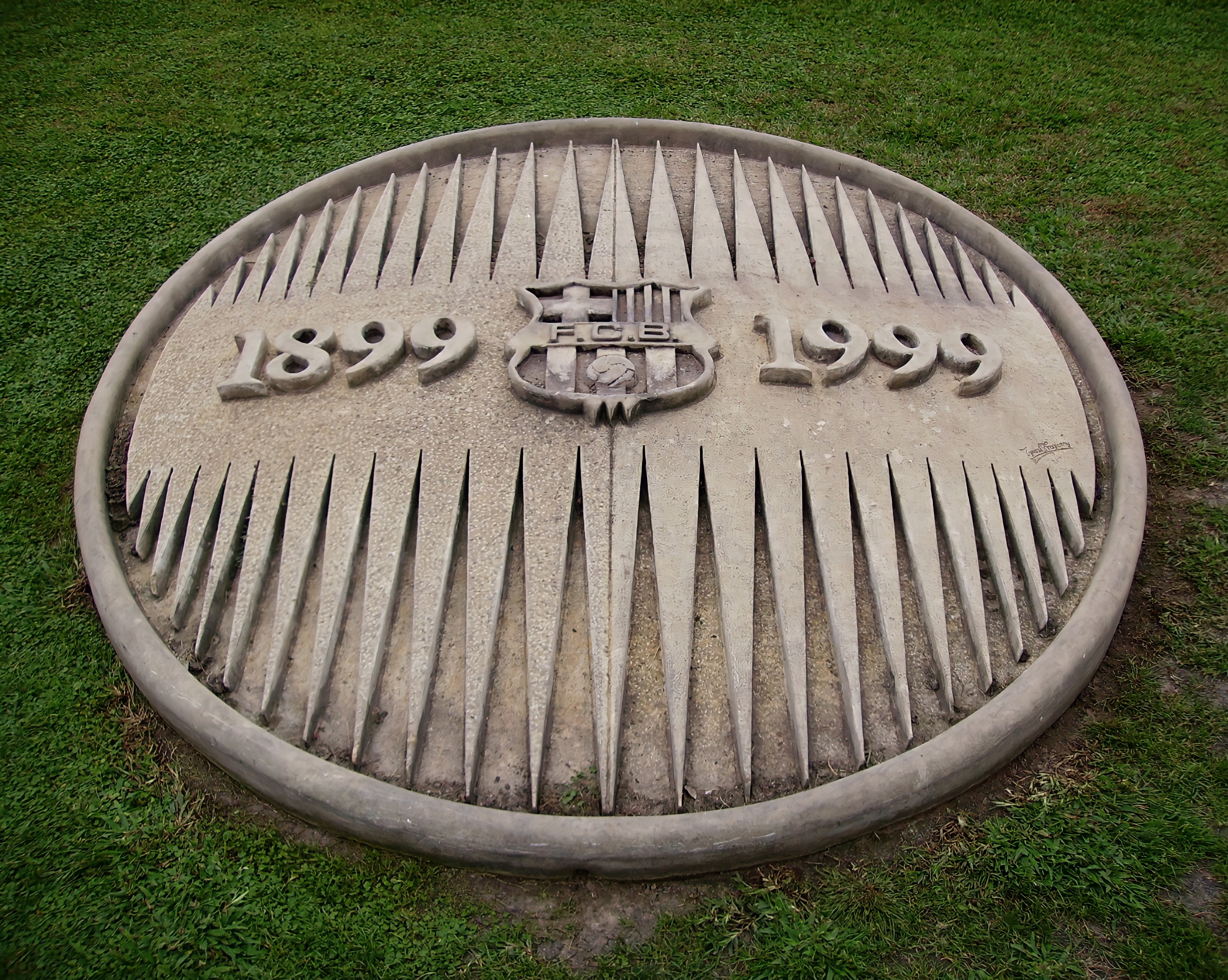
Столетний юбилей «Барсы»

В том же году один из лидеров клуба Ривалдо был признан лучшим футболистом Европы, став четвёртым игроком «Барсы», удостоенным этой награды. Однако проигрыш «Барсы» в полуфинале Лиги чемпионов соотечественникам из «Валенсии» был воспринят как провал, особенно на фоне победы в том турнире главных соперников каталонцев — мадридского «Реала»; и в итоге всё это привело к тому, что, несмотря на большие успехи клуба на внутренней арене, в отставку со своих постов пришлось уйти как многолетнему президенту Хосепу Нуньесу, так и главному тренеру Луи ван Гаалу. В том же несчастливом для клуба году один из его ключевых игроков, любимец болельщиков Луиш Фигу ушёл в стан «Реала». Недолгое время президентства Жоана Гаспара (2000—2003) не было отмечено ни единым выигранным трофеем.

### Эпоха Райкаарда (2003—2008)
В 2003 году, после ухода Гаспара в отставку, клуб возглавил новый молодой президент Жоан Лапорта, а у руля команды встал молодой тренер Франк Райкаард, бывшая звезда «Аякса» и «Милана».
Под его руководством команда начала постепенно, шаг за шагом, возвращать былую славу. В клуб пришли такие игроки, как чемпионы мира Роналдиньо и Эдмилсон, олимпийский чемпион Самюэль Это’о, лидеры французского «Монако» Рафаэль Маркес и Людовик Жюли, победитель Лиги чемпионов Деку, нападающий Хенрик Ларссон, защитники Беллетти и Ван Бронкхорст, также полностью раскрыли к этому времени свой талант и ранее игравшие за клуб собственные воспитанники: вратарь Виктор Вальдес, защитник Карлес Пуйоль (получивший капитанскую повязку), полузащитники Хави и Андрес Иньеста и нападающий Лионель Месси.
В первом сезоне Райкаарда (2003/04) команда пришла в чемпионате второй, а уже во втором (2004/05) — уверенно победила в Примере и взяла Суперкубок Испании. В том же сезоне Роналдиньо, лидер атак «Барсы», стал лучшим футболистом года в мире по версии ФИФА и получил «Золотой мяч».

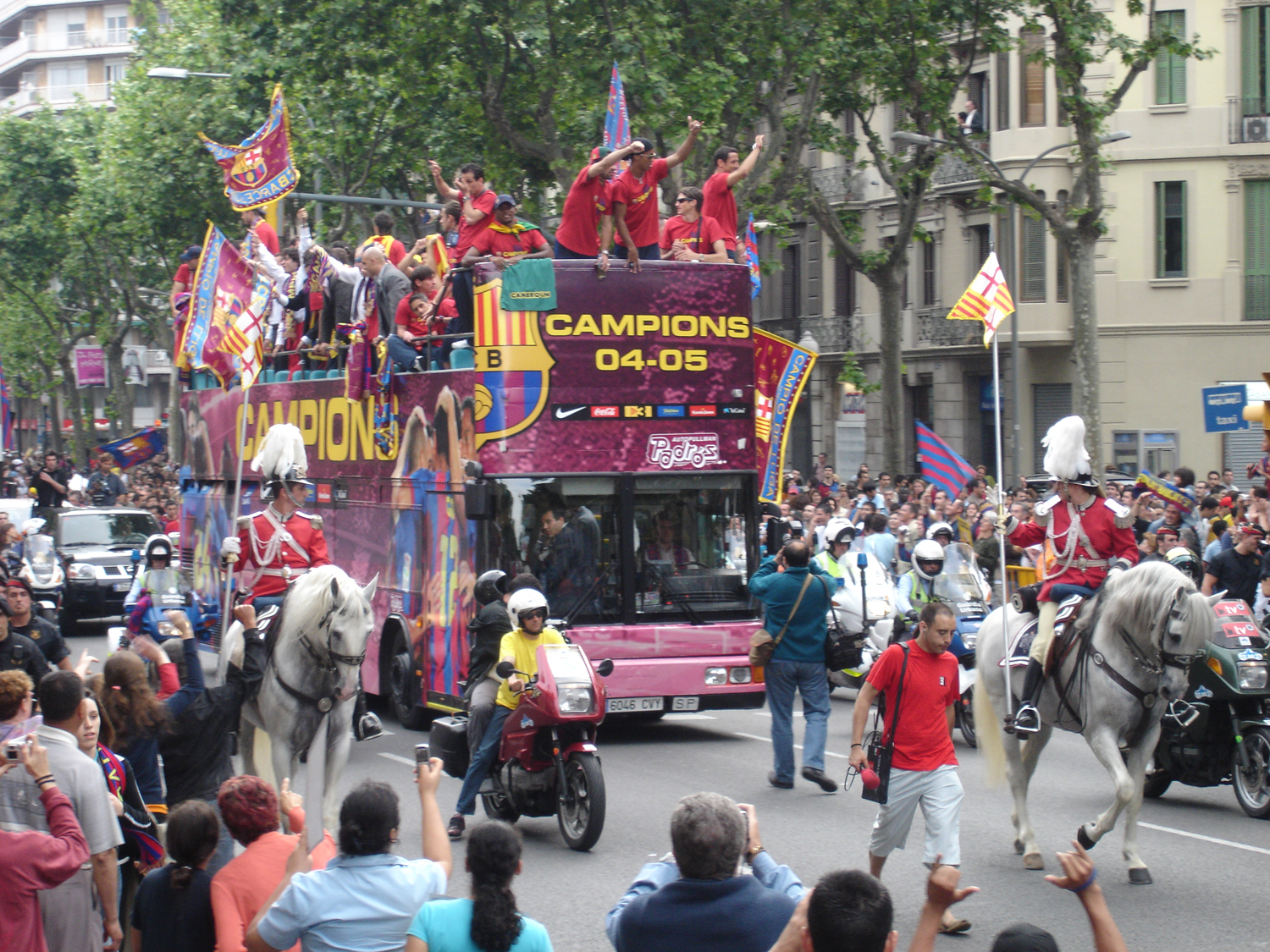
Игроки «Барсы» празднуют победу в чемпионате Испании сезона 2004/05

В Лиге чемпионов 2004/05 команду ждал провал: уже в первом раунде плей-офф они, после домашней победы (2:1) над «Челси», были биты ими в гостях на «Стэмфорд Бридж» 4:2.
В сезоне 2005/06 команду ждал триумф.

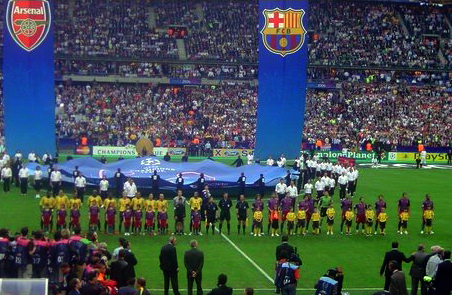
Команды «Барселона» и «Арсенал» выстроились перед финалом Лиги чемпионов 2005/06

В ноябре 2005 года «Барса» выиграла у «Реала» на «Сантьяго Бернабеу» 3:0, тот матч стал бенефисом Роналдиньо, которому аплодировали даже болельщики хозяев. Также тот матч стал второй победой на «Бернабеу» для Райкаарда, он стал первым в истории тренером «сине-гранатовых», кто победил «Реал» в гостях дважды.
В том сезоне «Барса» легко выиграла чемпионат Испании, затем взяла Суперкубок страны, дважды переиграв в нём ещё одного непримиримого соперника — «Эспаньол». Но апогеем успеха стало 17 мая 2006 года, когда «Барселона» в Париже на «Стад-де-Франс» в финале Лиги чемпионов победила лондонский «Арсенал» 2:1. Тот матч поначалу складывался неудачно для каталонцев (счёт на 37-й минуте открыл «канонир» Сол Кэмпбелл), но затем сказалось удаление вратаря лондонцев Йенса Леманна в дебюте матча, «Арсенал» отошёл в оборону, и ближе к концу матча «Барса» всё-таки дожала соперника, отличились Это’O и Беллетти, оба раза им ассистировал вышедший на замену Хенрик Ларссон.

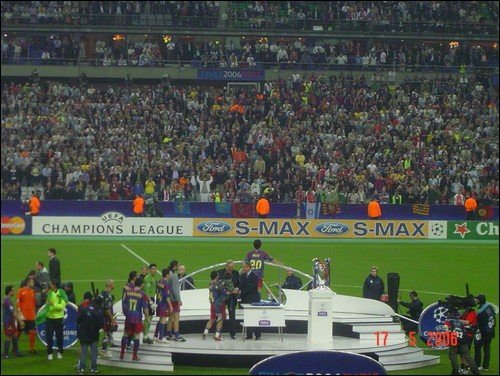
Игроков «Барселоны» награждают медалями за победу в финале Лиги чемпионов. Stade de France, Париж, 17 мая 2006 г.

На клубном чемпионате мира 2006 «Барса» заняла второе место, уступив в финале бразильскому «Интернасьоналу» 0-1 (гол на последних минутах за бразильцев забил Адриано Габиру). А в Суперкубке Европы команда со счётом 0:3 была бита «Севильей».
Сезон 2006/07 сложился не столь удачно для «Барсы», даже несмотря на то, что в межсезонье клуб усилился новыми игроками — чемпионом мира Джанлукой Дзамброттой, вице-чемпионом мира Лилианом Тюрамом и исландским нападающим «Челси» Эйдуром Гудьонсеном. В предсезонном турне по США получили травмы и надолго выбыли ведущие форварды Месси и Это’О. Клуб долго не мог по ходу сезона найти свою игру, но в итоге всё же добился второго места в чемпионате (набрав одинаковое количество очков с победителем, но уступив по дополнительным показателям), которое, впрочем, на фоне предыдущих побед было расценено многими как неудача. В Лиге чемпионов «Барса» вылетела уже на стадии 1/8, уступив по правилу забитого гола на чужом поле «Ливерпулю» (1:2, 0:1).
Перед сезоном 2007/08 к команде присоединились купленный у лондонского «Арсенала» за € 24 млн нападающий Тьерри Анри, защитник французского «Лиона» Эрик Абидаль, иуварийский полузащитник Яя Туре и центральный защитник испанской «Сарагосы» Габриэль Милито, что вкупе с уже имевшимися в составе мастерами давало большие надежды на успех. Но, увы, сезон оказался провальным. Команда оказалось неконкурентоспособной в чемпионате страны, уступив не только «Реалу», но и «Вильярреалу» и заняла всего лишь третье место в Примере, да и то не без труда. В Лиге чемпионов «Барса» уступила в полуфинале «Манчестер Юнайтед» (0:1 по сумме двух матчей). По окончании этого неудачного сезона Франк Райкаард был уволен из клуба.

### Приход Гвардиолы и новые победы (2008—2012)

#### Сезон 2008/09

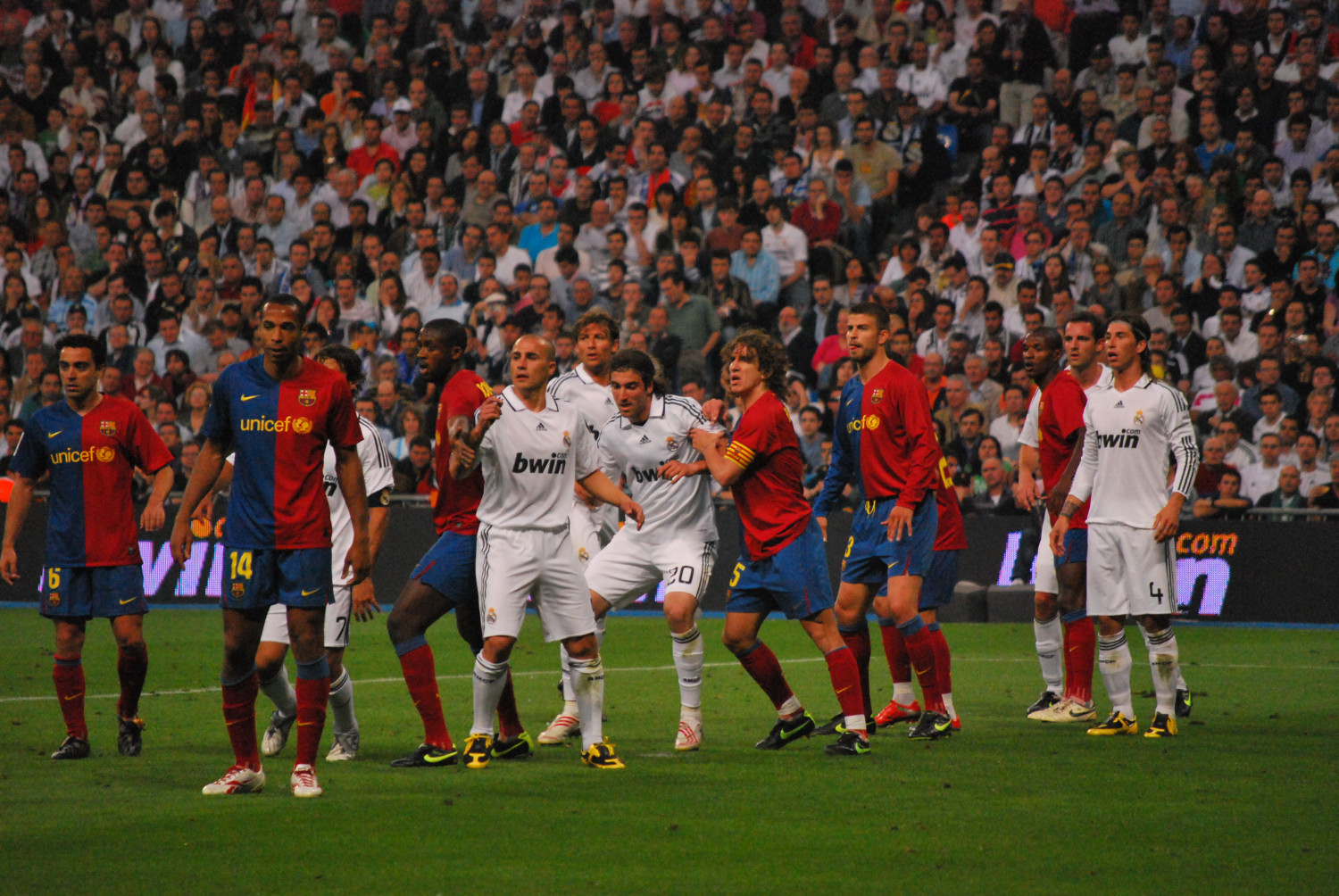
Эль-Класико

Летом 2008 года команду возглавил её легендарный игрок Хосеп Гвардиола, с его приходом началось обновление состава. Команду покинули Джанлука Дзамбротта, Лилиан Тюрам, Эдмилсон, Деку, Эскерро, Роналдиньо. Взамен ушедших «Барса» приобрела шесть игроков, среди которых — Даниэл Алвес, Сейду Кейта, Александр Глеб, Жерар Пике.
По итогам сезона команда в 19-й раз завоевала титул чемпионов страны. В финале Кубка Короля, который проходил 13 мая 2009 года на стадионе «Месталья» в Валенсии, «Барселона» в 25-й раз завоевала этот титул, победив «Атлетик Бильбао» со счётом 4:1. На гол Гаиски Токеро, забитый на 8-й минуте матча, каталонцы ответили четырьмя — в исполнении Яя Туре, Лионеля Месси, Бояна Кркича и Хави. Победа на «Месталье» стала для «Барсы» 100-м титулом за более, чем столетнюю историю клуба.

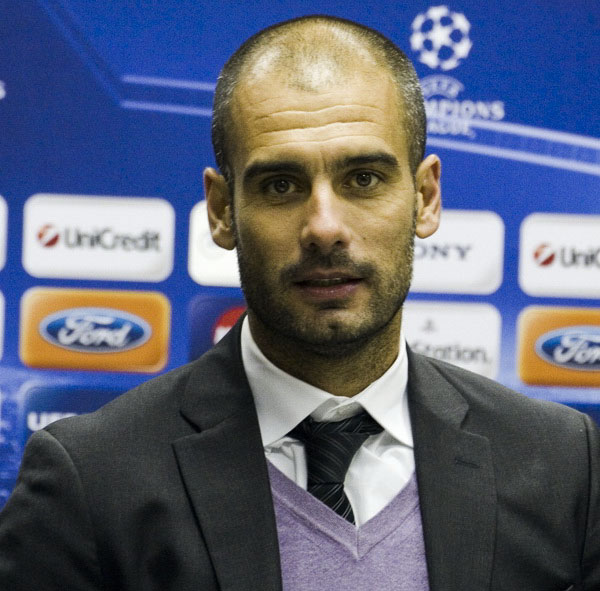
Хосеп Гвардиола — лучший тренер в истории клуба

Помимо прочего, в ходе чемпионата страны клуб дважды победил извечного соперника — мадридский «Реал»: со счётом 2:0 в Барселоне и 2:6 в Мадриде. Последний результат оказался рекордным по количеству голов, забитых «Барселоной» «Реалу» на «Сантьяго Бернабеу».
27 мая 2009 года «Барселона» на Олимпийском стадионе в Риме выиграла Лигу чемпионов, победив в финале «Манчестер Юнайтед» со счётом 2:0. Голы забили Это’О и Месси.
Таким образом, клуб сделал требл, выиграв за один сезон Кубок Короля, чемпионат Испании и Лигу чемпионов, что не удавалось ещё ни одному из испанских клубов.
В двухраундовом противостоянии за Суперкубок Испании команда одолела «Атлетик Бильбао». 16 августа 2009 года на «Сан Мамес» сине-гранатовые выиграли 2:1, через неделю на «Камп Ноу» «Барселона» праздновала победу со счётом 3:0.
В матче за Суперкубок УЕФА, состоявшийся 28 августа 2009 года в Монако на стадионе «Луи II», «Барселона» переиграла донецкий «Шахтёр» со счётом 1:0. На 115-й минуте пасом Лионеля Месси воспользовался Педро, который отправил мяч практически с одиннадцатиметровой отметки в левый угол от вратаря «Шахтёра».
19 декабря 2009 года «Барселона» в финале Клубного чемпионата мира одержала волевую победу над аргентинским «Эстудиантесом» в дополнительное время со счётом 2:1 (победный гол на 110 минуте встречи забил Лионель Месси). Таким образом, «Барселона» победила во всех шести турнирах, в которых принимала участие, и стала первым футбольным клубом мира за всю историю, который смог достичь подобного результата.

#### Сезон 2009/10
Перед сезоном 2009/10 «Барселона» укрепилась левым защитником Максвеллом из «Интера». Бразилец заменил Сильвиньо, который став свободным агентом, перебрался в «Манчестер Сити». Затем представители каталонского и миланского клубов сообщили о новом громком переходе. В «Барселону» перешёл швед Златан Ибрагимович, а в «Интер» отправился Самюэль Это’О. Помимо камерунского форварда, «Барселона» доплатила за Ибрагимовича €46 млн, что сделало шведа самым дорогим приобретением клуба и одним из самых дорогих в мире. Также частью сделки считалась аренда Александра Глеба, однако переход сорвался, и вместо «Интера» Глеб отправился в немецкий «Штутгарт».
В сезоне 2009/10 «сине-гранатовые» вновь выиграли чемпионат Испании, также они показали неплохие результаты на европейской арене. Команда пробилась в плей-офф Лиги чемпионов с первого места в группе и дошла до полуфинала, где её остановил миланский «Интер», который впоследствии и выиграл турнир. Также «Барселона» отстояла Суперкубок Испании в противостоянии с баскским Атлетиком (5:1).

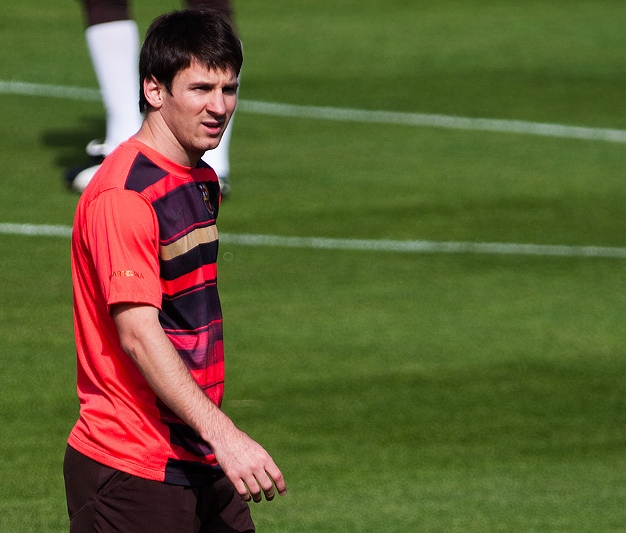
Главный голеадор «Барселоны» — Лео Месси

#### Сезон 2010/11
Межсезонье перед сезоном 2010/11 ознаменовалось небольшими изменениями в стане сине-гранатовых. Команду покинули такие игроки, как Тьерри Анри, Рафаэль Маркес (оба — в «Нью-Йорк Ред Буллз»), Яя Туре («Манчестер Сити»), Дмитрий Чигринский («Шахтёр»). В «Милан» в аренду с возможностью последующего выкупа за €24 млн отправился Златан Ибрагимович, который так и не нашёл взаимопонимания с Хосепом Гвардиолой. Однако команда сделала несколько приобретений. Сразу же после окончания Примеры 2009/10, в команду перешёл один из лидеров национальной сборной Испании Давид Вилья. За его переход «Барселона» заплатила «Валенсии» €40 млн. Также у «Севильи» был приобретён бразилец Адриано, призванный заменить Рафу Маркеса. Ближе к началу нового сезона из «Ливерпуля» перешёл капитан сборной Аргентины Хавьер Маскерано.
Сезон 2010/11 начался у «Барселоны» с защиты Суперкубка Испании. Проиграв первый матч «Севилье» (3:1), в ответном матче каталонский клуб разгромил соперника со счётом 4:0.
В Ла Лиге сезона 2010/11 уже во втором туре случилась сенсация — «Барселона» уступила на своём поле скромному «Эркулесу» со счётом 0:2. 29 ноября на «Камп Ноу» состоялось «Эль-Класико». Шедший после 12 туров на первом месте «Реал», возглавляемый Жозе Моуринью, был разгромлен 5:0. Матч проходил нервно, изобиловал стычками футболистов, которым было показано 12 жёлтых и 1 красная карточка. Жозе объяснил разгромное поражение своей команды так:
«Барселона» играла в свой лучший футбол на поле, а «Реал» — наоборот. Этот матч у команды не получился. Но нельзя забывать, что я руковожу «Реалом» всего несколько месяцев, тогда как Гвардиола уже несколько лет тренирует «Барсу» и у них все чётко поставлено.

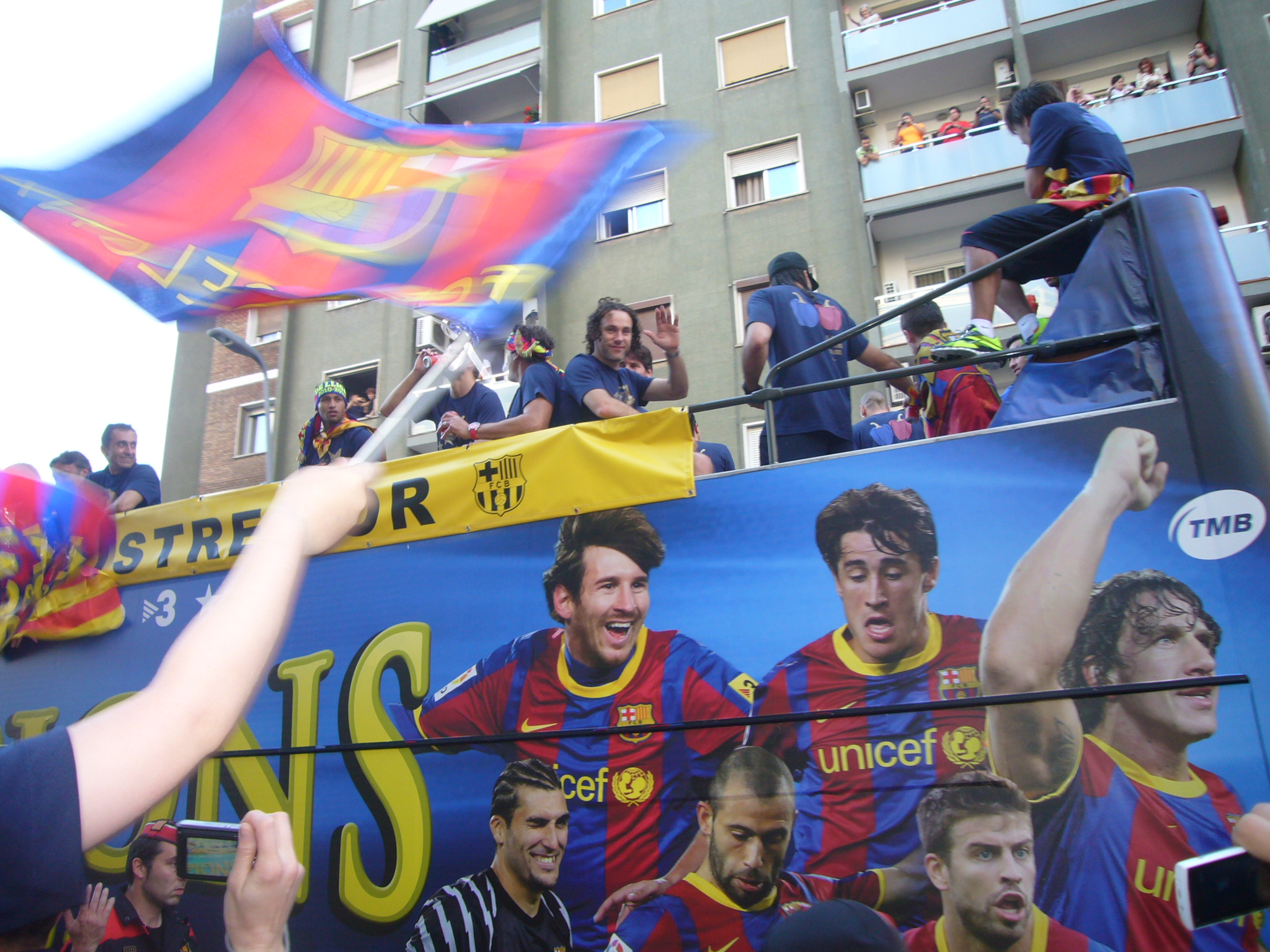
Игроки Барселоны празднуют победу в Примере

16 января после матча с «Малагой», в котором каталонцы выиграли со счётом 4:1, «Барселона» стала победителем первого круга с 52 очками, которые являются рекордом Примеры. 5 февраля в домашнем матче с мадридским «Атлетико» «Барселона» одержала 16-ю подряд победу в чемпионате, побив тем самым рекорд мадридского «Реала», составлявший 15 побед подряд и установленный 50 лет назад. Победная серия «Барсы» была прервана хихонским «Спортингом» (1:1).
28 мая 2011 года «Барселона» в финале Лиги чемпионов 2010/2011 победила «Манчестер Юнайтед» со счётом 3:1, голы забивали Педро, Давид Вилья и Лионель Месси.

#### Сезон 2011/12
После длительных переговоров в августе 2011 года лондонский «Арсенал» согласовал условия перехода своего капитана Сеска Фабрегаса в «Барселону», сумма сделки составила €40 млн. Кроме того, команду пополнил чилийский нападающий Алексис Санчес, перешедший из итальянского «Удинезе» за €26 млн.
26 августа 2011 года в матче за Суперкубок УЕФА «Барселона» обыграла «Порту» со счётом 2:0.
Выиграв этот трофей, каталонский клуб впервые с 1964 года обошёл «Реал» по количеству выигранных титулов: у «Барсы» это был 76-й официальный трофей, что на один больше, чем у мадридцев.
18 декабря 2011 года «Барселона» вновь стала чемпионом мира среди клубов, разгромив в финале бразильский «Сантос» со счётом 4:0, дублем отметился Месси, ещё по голу забили Хави и Сеск Фабрегас.
25 мая 2012 года каталонский клуб завоевал свой 26-й Кубок Испании, переиграв в финальном матче «Атлетик Бильбао», 3:0. Голы забивали Педро (2) и Лионель Месси.
27 апреля 2012 года главный тренер Хосеп Гвардиола заявил, что собирается покинуть клуб. По его словам, причиной ухода стала усталость от работы и желание отдохнуть. Результат его работы на тренерском мостике — 14 трофеев за четыре сезона, — стал рекордным показателем, а Гвардиола стал самым успешным тренером за всю историю клуба, превзойдя Йохана Кройфа, на счету которого 11 титулов.

### Сезон Тито Вилановы (2012—2013)
Летом 2012 года, после ухода Гвардиолы, команду возглавил его ассистент — Тито Виланова. В летнее трансферное окно состав претерпел небольшие изменения. У «Валенсии» за € 14 млн был куплен левый защитник Жорди Альба, заменивший приостановившего карьеру Эрика Абидаля. Также был куплен у лондонского «Арсенала» Александр Сонг Билонг, вместо ушедшего в китайский «Далянь Аэрбин» Сейду Кейта.
Для нового тренера начало сезона выдалось не самым лучшим. В борьбе за Суперкубок Испании «Барселона» уступила своему главному сопернику — мадридскому «Реалу» по правилу гола, забитого на чужом поле (3:2, 1:2). Однако в чемпионате старт получился лучшим в истории Примеры. Первая потеря очков последовала в 7-м туре, где «каталонцы» на своём поле поделили очки с «Реалом» (2:2), однако эта была единственная игра в первом круге, где «Барселона» не взяла три очка.
За первый круг команда Тито Вилановы набрала рекордные 55 очков. Первое поражения в чемпионате произошло в Сан-Себастьяне, где «сине-гранатовые», ведя по ходу встречи 2:0, уступили середняку чемпионата «Реал Сосьедаду» со счётом 3:2. 26 февраля «Барселона» вылетела из Кубка Испании. После первого матча с «Реалом» была зафиксирована ничья 1:1, однако затем на выезде «мадридцы» уверенно переиграли «каталонцев» со счётом 1:3. В 35 туре «Барселона» стала чемпионом Ла Лиги, завоевав титул чемпиона Испании в 22-й раз в своей истории и набрав рекордные 100 очков. В финальном матче Кубка Каталонии «Барселона» в серии пенальти победила «Эспаньол» (1:1, 4:2 — по пенальти), завоевав этот трофей впервые с сезона 2006/07. 19 июля 2013 года, в ходе пресс-конференции президента клуба Сандро Росселя и спортивного директора каталонцев Андони Субисарреты, было объявлено об уходе Вилановы с поста главного тренера «Барселоны» в связи с проблемами со здоровьем.

### Тренерство Херардо Мартино (2013—2014)
23 июля 2013 года на официальном сайте клуба было объявлено имя нового тренера: им стал пятидесятилетний аргентинец Херардо Мартино, ранее успешно работавший со сборной Парагвая и аргентинским клубом «Ньюэллс Олд Бойз». Контракт был рассчитан на два года. В межсезонье «Барселона» совершила громкий трансфер: клуб пополнил нападающий сборной Бразилии и «Сантоса» Неймар. По разным источникам, он обошёлся клубу в сумму от 57 до 72 миллионов евро. В то же время «Барселону» покинули Давид Вилья, перешедший в «Атлетико Мадрид», Тьяго Алкантара, уехавший в «Баварию» и Эрик Абидаль, подписавший контракт с «Монако».
Херардо Мартино дебютировал 2 августа в товарищеском матче за кубок Жоана Гампера против «Сантоса» (8:0). 29 августа «Барселона» выиграла свой первый и, как оказалось потом, единственный титул в сезоне — Суперкубок Испании. Сыграв оба матча вничью с мадридским «Атлетико» (1:1, 0:0), «Барселона» выиграла этот трофей за счёт гола, забитого на чужом поле, в первой встрече этих клубов; единственный мяч за каталонцев забил Неймар. Этот Суперкубок Испании стал для «Барселоны» 11-м в истории. Чемпионат Испании команда начала с 8 побед подряд, а Мартино стал первым специалистом в истории клуба, который смог одержать победы в первых семи встречах Примеры. Кроме того, Мартино стал третьим тренером в истории чемпионатов Испании, добившимся такого результата. Первое поражение в сезоне пришлось на матч групповой стадии Лиги чемпионов против «Аякса» (1:2). В 1/8 «Барселона» прошла «Манчестер Сити» 2:0, 2:1. 23 марта в Классико, проходившем на «Сантьяго Бернабеу», «Барселона» победила «Реал» 4:3, хет-трик сделал Месси. Тем самым «Барселона» прервала беспроигрышную серию «Реала», которая составляла 35 матчей. В четвертьфинале Лиги чемпионов каталонцы уступили «Атлетико Мадрид» (1:1, 0:1).
16 апреля 2014 года в финале Кубка Испании «Барселона» со счётом 1:2 уступила мадридскому «Реалу».
17 мая 2014 года «Барселона» проиграла чемпионат Испании, сыграв вничью с мадридским «Атлетико», который впоследствии и стал чемпионом. Главный тренер Тата Мартино после этого матча подал в отставку. Новым главным тренером был назначен Луис Энрике, возглавлявший до этого клуб «Сельта».

### Возвращение Луиса Энрике (2014—2017)

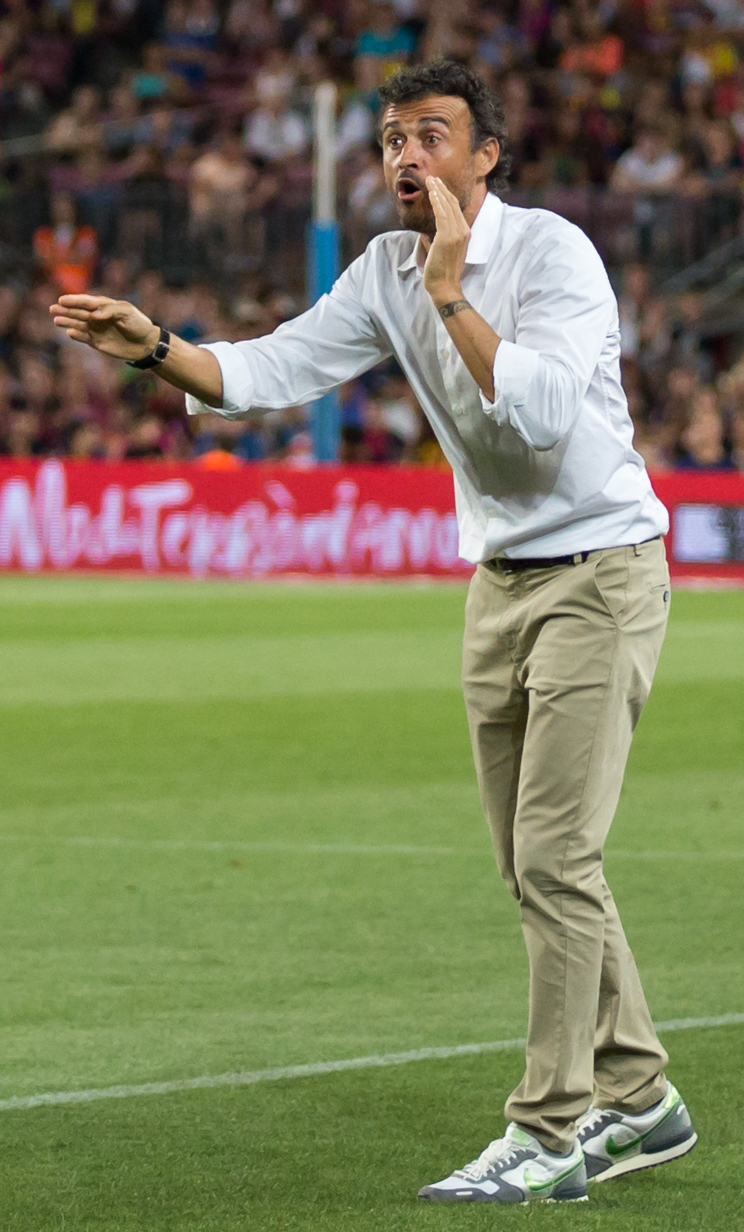
Луис Энрике — бывший главный тренер Барселоны

#### Сезон 2014/15
19 мая 2014 года стало известно, что бывший игрок «Барселоны» Луис Энрике назначен главным тренером, с его приходом началось обновление состава. Команду покинули Виктор Вальдес, Хосе Пинто, Ойер Оласабаль, Сеск Фабрегас, Джонатан дос Сантос, Алексис Санчес, Исаак Куэнка, Боян Кркич. В аренду были отданы такие игроки как Ибрагим Афеллай, Александр Сонг, Кристиан Тельо, Жерар Деулофеу, также карьеру игрока завершил капитан клуба Карлес Пуйоль. Вместо ушедших игроков «Барселона» приобрела Марка-Андре тер Штегена, Клаудио Браво, Жереми Матьё, Дугласа, Томаса Вермалена, Ивана Ракитича и Луиса Суареса. Кроме того, из «Барселоны B» в основную команду были переведены Мунир Эль-Хаддади и Сандро Рамирес.
25 октября «Барселона» в гостях уступила «Реал Мадриду» 1:3. В этом матче закончилась сухая серия новичка клуба Клаудио Браво, который не пропускал на протяжении 776 минут. 17 мая 2015 «Барселона» на стадионе «Висенте Кальдерон» переиграла мадридский «Атлетико» (единственный мяч на счету Месси) и стала 23-кратным чемпионом Испании. В Лиге чемпионов «Барселона» заняла первое место в своей группе. В плей-офф прошла «Манчестер Сити», «Пари Сен-Жермен» и «Баварию» под руководством Хосепа Гвардиолы и вышла в финал. 30 мая «Барселона» в 27 раз в своей истории выиграла Кубок Испании, переиграв в финальной встрече баскский «Атлетик» со счётом 3:1 (дважды отличился Месси, ещё один мяч забил Неймар) и стала первой командой с 1954 года, которая победила во всех матчах Кубка Испании за один розыгрыш. Кроме того, голы Месси и Неймара, забитые в финале, позволили нападающим клуба Месси, Суаресу и Неймару со 120 голами стать самым результативным трио в истории испанского футбола. Предыдущий рекорд результативности принадлежал игрокам мадридского «Реала» Криштиану Роналду, Гонсало Игуаину и Кариму Бензема, которые в сезоне 2011/12 забили 118 мячей. 6 июня клуб на Олимпийском стадионе в Берлине обыграл туринский «Ювентус» со счётом 3:1 (голы Ракитича, Суареса и Неймара) и завоевал пятый в своей истории Кубок европейских чемпионов, получив право оставить его навечно. Этот финал стал последним матчем за клуб одного из ветеранов испанцев Хави, после которого он продолжил карьеру в клубе из Катара «Аль-Садд».

#### Сезон 2015/16
В сезоне 2015/16 команду покинули: Хави и Педро перешедший в «Челси». Пришли: полузащитник Арда Туран из «Атлетико Мадрид» и защитник Алеш Видаль из «Севильи». Так как на «Барселону» был наложен запрет на регистрацию игроков, они могли дебютировать только в январе.
«Барселона» начала сезон с матча за Суперкубок УЕФА против «Севильи» (5:4), победный и последний гол за «Барсу» забил Педро на 115-й минуте матча. Позже в матче за Суперкубок Испании «Барселона» по сумме двух встреч (0:4, 1:1) уступила «Атлетику Бильбао». В 1/8 финала Лиги чемпионов «Барселона» встречалась с лондонским «Арсеналом» — 2:0, 3:1. В 1/4 финала «Барселона» уступила «Атлетико Мадрид» (2:1, 0:2). 14 мая, в последнем туре «Барселона», обыграв «Гранаду» 3:0, стала чемпионом Испании в 24-й раз. Автором всех трёх мячей стал Луис Суарес, попутно став лучшим бомбардиром Ла Лиги и обладателем Золотой бутсы. 23 мая в финале Кубка Короля «Барселона» обыграла «Севилью» 2:0 и сделала золотой дубль.

#### Сезон 2016/17
В межсезонье 2016/17 в команду пришло много новых молодых игроков, но по-настоящему оправдать ожидания смог только французский защитник Самюэль Умтити. «Барселона» весь сезон была нестабильна, теряя очки против не самых сильных клубов, что привело к тому, что 1 марта Луис Энрике заявил, что покинет пост главного тренера команды по окончании сезона. Эта информация появилась за неделю до ответного матча 1/8 финала Лиги чемпионов, первый матч они проиграли «Пари Сен-Жермен». Позднее тренер признался, что не собирается возглавлять другую команду, а просто хочет отдохнуть. 8 марта «Барселона» разгромила ПСЖ со счётом 6:1 и вошла в историю Лиги чемпионов, как первая команда, сумевшая пройти в следующий раунд плей-офф, несмотря на поражение в первом матче со счётом 0:4. В 1/4 финала Лиги чемпионов «Барселона» уступила «Ювентусу». В чемпионате Испании «Барселона» уступила титул мадридскому «Реалу», который стал чемпионом впервые за пять лет. 27 мая 2017 года в финале Кубка Испании «Барселона» обыграла «Алавес» и стала обладателем турнира в 29-й раз в истории. Луис Энрике, проведя последний матч в качестве главного тренера, стал одним из самых титулованных тренеров клуба, выиграв девять из 13 возможных трофеев.

### Приход Эрнесто Вальверде (2017—2020)

#### Сезон 2017/18
29 мая 2017 года главным тренером стал Эрнесто Вальверде, который ранее тренировал «Атлетик Бильбао». Первым трофеем Вальверде стал Международный кубок чемпионов.
3 августа «Барселона» официально объявила об уходе нападающего Неймара за рекордные для мирового футбола 222 млн евро, который перешёл в «Пари Сен-Жермен». Клуб пополнили Жерар Деулофеу, Нелсон Семеду, Паулиньо и молодой игрок Усман Дембеле перешедший за рекордные для клуба 105 млн евро.
23 января 2018 года было объявлено о том, что после семи с половиной сезонов в «Барселоне» Хавьер Маскерано покидает команду, он перешёл в китайский «Хэбэй Чайна Фортун». Также команду покинули Арда Туран и Рафинья. Клуб приобрёл молодого колумбийского центрального защитника Ерри Мина и бразильца Коутиньо, перешедшего из «Ливерпуля» за 140 млн евро.
Несмотря на то что «Барселона» завершила сезон золотым дублем, на Вальверде обрушилась критика со стороны болельщиков клуба в частности, из-за неудачной игры команды против «Ромы» в 1/4 Лиги чемпионов. «Барселона» выиграла первый матч 4:1, но в ответной встрече проиграла 0:3 и вылетела из турнира. Сезон стал последним для легенды клуба Андреса Иньесты, который провёл в системе клуба 22 года, игрок подписал контракт с японским клубом «Виссел Кобе» на три года на сумму €90 млн.

#### Сезон 2018/19
15 февраля 2019 года «Барселона» продлила контракт с Вальверде до конца сезона 2019/20. Однако в полуфинале Лиги чемпионов против «Ливерпуля» «Барселона» вылетела, проиграв со счётом 4:0 после победы в первом матче 3:0, а в финале Кубка Испании уступила «Валенсии» 1:2. Несмотря на то, что клуб выиграл чемпионат Испании по итогам сезона, появились слухи о возможном уходе Эрнесто Вальверде, однако президент клуба Хосеп Мария Бартомеу опроверг это и сказал, что в вылете виноваты игроки, а не тренер, добавив, что у специалиста есть ещё контракт.

#### Сезон 2019/20
После неудачного старта сезона 2019/20 и поражения в полуфинальном матче за Суперкубок Испании от «Атлетико Мадрид», в СМИ начала появляться информация о возможной отставке Вальверде с поста главного тренера «Барселоны».
14 января 2020 года «Барселона» и Эрнесто Вальверде расторгли контракт по обоюдному согласию.

### Тренерство Кике Сетьена (январь — август 2020)

#### Сезон 2019/20
14 января 2020 года главным тренером «Барселоны» стал Кике Сетьен, который ранее тренировал «Реал Бетис». Под его руководством «Барселона» провела остаток сезона 2019/2020, в котором не выиграла ни одного трофея. Сначала команда проиграла в 1/4 финала Кубка Испании со счётом 0:1 «Атлетику Бильбао». Затем, после окончания паузы, связанной с пандемией COVID-19, уступила чемпионство «Реалу», набрав 82 очка. Сезон для клуба закончился поражением в 1/4 финала Лиги чемпионов УЕФА со счётом 2:8 в одноматчевом противостоянии с мюнхенской «Баварией», в котором «Барселона» пропустила четыре мяча уже в первом тайме. Это поражение стало самым крупным для «Барселоны» в еврокубках в истории клуба.
17 августа и 18 августа соответственно главный тренер «Барселоны» Кике Сетьен и спортивный директор клуба Эрик Абидаль были уволены.

### Тренерство Рональда Кумана, начало перестройки (2020—2021)

#### Сезон 2020/21
9 августа главным тренером «Барселоны» был назначен бывший игрок клуба Рональд Куман, тренировавший до этого сборную Нидерландов. По сообщениям СМИ, для того, чтобы голландец смог занять эту должность, клуб либо сам тренер выкупили его контракт у сборной, заканчивающийся после завершения Евро-2020, перенесённого на лето 2021 года в связи с пандемией COVID-19, за 5 млн евро.
Вскоре после назначения Кумана появилась информация, что Луис Суарес, Артуро Видаль, Иван Ракитич и Самюэль Умтити могут покинуть команду, так как они «не входят в планы тренера». Через некоторое время первые три футболиста перешли в другие клубы.
25 августа в СМИ появились сообщения о том, что Лионель Месси может покинуть «Барселону». 4 сентября игрок подтвердил эту информацию, однако он заявил, что всё-таки останется в «Барселоне», потому что не хочет судиться с клубом.
27 октября 2020 года президент «Барселоны» Хосеп Бартомеу подал в отставку.
7 марта 2021 года президентом клуба вновь был избран Жоан Лапорта.
В сезоне 2020/2021 «Барселона» вылетела уже на стадии 1/8 финала Лиги чемпионов, уступив ПСЖ 1:4, 1:1. 17 апреля Рональд Куман выиграл свой первый трофей с «Барселоной», им стал Кубок Испании. В финале команда обыграла «Атлетик Бильбао» со счётом 4:0. В чемпионате Испании «Барселона» заняла 3-е место, набрав 79 очков.
Трансферное окно лета 2021 года стало для клуба концом эпохи Лионеля Месси в клубе. Он стал свободным агентом и не стал подписывать новый контракт. 10 августа стало известно, что Месси будет выступать за французский «Пари Сен-Жермен». Помимо него команду покинули Антуан Гризманн, Франсишку Тринкан, Хуниор Фирпо, Миралем Пьянич и группа молодых игроков. Пришли два молодых защитника: испанец Эрик Гарсия и бразилец Эмерсон, который в это же трансферное окно перешёл в «Тоттенхэм Хотспур», а также четыре нападающих: аргентинец Серхио Агуэро, австриец Юсуф Демир и два голландца: Мемфис Депай и Люк де Йонг.

#### Сезон 2021/22
28 октября 2021 года после серии неудачных матчей Рональд Куман был отправлен в отставку.

### Возвращение Хави, большие проблемы (2021—2024)

#### Сезон 2021/22
5 ноября 2021 года главным тренером «Барселоны» был назначен бывший капитан команды Хави, который ранее тренировал катарский «Аль-Садд».
12 ноября в клуб вернулся Дани Алвес, подписав контракт до конца сезона. 15 декабря Серхио Агуэро объявил о завершении карьеры из-за проблем с сердцем. 28 декабря было объявлено о подписании испанского нападающего Феррана Торреса, ранее выступавшего за «Манчестер Сити».
21 ноября команда провела первый матч под руководством нового тренера, обыграв «Эспаньол» 1:0. 8 декабря «Барселона» проиграла «Баварии» в гостях со счётом 3:0. Таким образом, клуб занял лишь третье место в группе Лиги чемпионов, впервые с 2003 года не попав в плей-офф главного клубного турнира Европы. В январе 2022 года команду пополнили двое нападающих: из лондонского «Арсенала» перешёл в команду как свободный агент Пьер-Эмерик Обамеянг, также был арендован из «Вулверхэптона» воспитанник «каталонцев» Адама Траоре. По итогам сезона «Барселона» заняла в чемпионате второе место, отстав от мадридского «Реала» на 13 очков, а в 1/4 финала Лиги Европы уступили по сумме двух матчей будущему победителю турнира франкфуртскому «Айнтрахту» со счётом 4:3.

#### Сезон 2022/23
В летнее трансферное окно «сине-гранатовые» усилились рядом игроков, среди которых: Андреас Кристенсен, Жюль Кунде, Маркос Алонсо, Франк Кессье, Рафинья и Роберт Левандовский. При этом команду покинули Дани Алвес, Клеман Лангле, Самюэль Умтити, Мартин Брэтуэйт, Пьер-Эмерик Обамеянг и целая группа воспитанников клуба, включая Оскара Мингесу и Рики Пуча.
В сезоне 2022/2023 «Барселона» вновь не смогла выйти в плей-офф Лиги чемпионов, заняв 3 место в группе, отправившись, таким образом, в Лигу Европы, откуда сразу же вылетела, проиграв в плей-офф Манчестер Юнайтед по итогам двух встреч. 15 января Хави завоевал свой первый трофей в качестве тренера «Барселоны». Им стал Суперкубок Испании. В финале команда одержала победу над своим извечным соперником, мадридским «Реалом», со счётом 3:1. Из борьбы за кубок Испании «Барселона» выбыла на стадии полуфинала в противостоянии с тем же «Реалом», выиграв первый матч со счётом 1:0, но разгромно проиграв второй, со счётом 0:4. В 34-м туре Ла Лиги «Барселона» обыграла «Эспаньол» со счётом 4:2, тем самым клуб стал чемпионом Испании в 27-й раз в своей истории, набрав 88 очков.

#### Сезон 2023/24
В летнее трансферное окно в клуб пришли Илкай Гюндоган, Жуан Канселу, Жуан Феликс, Ориоль Ромеу и Иньиго Мартинес.
В сезоне 2023/24 «Барселона» вылетела из Кубка Испании в 1/4 финала, уступив в дополнительное время «Атлетику» со счётом 4:2. В Лиге чемпионов УЕФА впервые с сезона 2019/20 «Барселона» вышла в четвертьфинал турнира, в котором по сумме двух встреч уступила «ПСЖ».
24 мая 2024 года «Барселона» официально объявила об увольнении главного тренера клуба Хави.

### Ханс-Дитер Флик (с 2024)

#### Сезон 2024/2025
29 мая 2024 года было официально объявлено о назначении бывшего главного тренера сборной Германии Ханса-Дитера Флика на пост главного тренера «Барселоны». Ранее Флик выиграл требл с «Баварией» в сезоне 2019/20, нанеся «Барселоне» разгромное поражение со счётом 8:2 в четвертьфинале Лиги Чемпионов, что стало самым крупным её поражением в еврокубках за всю историю. 12 августа «Барселона» впервые за 12 лет проиграла Кубок Гампера, уступив «Монако» со счётом 0:3.
12 января 2025 года команда завоевала первый трофей при Флике — Суперкубок Испании. А позже, 27 апреля 2025 года, команда также выиграла Кубок Испании. В обоих случаях, команда в финале обыграла «Реал Мадрид». Также «Барселона», обыграв в 36-м туре «Эспаньол» со счётом 2:0, выиграла чемпионат Испании в 28-й раз, оформив по итогу сезона «дубль» впервые с 2018 года. В Лиге чемпионов «Барселона» выбыла в полуфинале от миланского «Интера» с общим счётом 6:7 (3:3, 3:4).

## История выступлений
| Сезон   | Дивизион | Место   | Кубок      | Междунар.турниры    |
| ------- | -------- | ------- | ---------- | ------------------- |
| 1929    | 1        | Чемпион | 1/2        |                     |
| 1929/30 | 1        | 2-е     | 1/2        |                     |
| 1930/31 | 1        | 4-е     | 1/8        |                     |
| 1931/32 | 1        | 3-е     | Финалист   |                     |
| 1932/33 | 1        | 4-е     | 1/16       |                     |
| 1933/34 | 1        | 9-е     | 1/4        |                     |
| 1934/35 | 1        | 6-е     | 1/4        |                     |
| 1935/36 | 1        | 5-е     | Финалист   |                     |
| 1939/40 | 1        | 9-е     | 1/4        |                     |
| 1940/41 | 1        | 4-е     | 1/8        |                     |
| 1941/42 | 1        | 12-е    | Победитель |                     |
| 1942/43 | 1        | 3-е     | 1/2        |                     |
| 1943/44 | 1        | 6-е     | 1/8        |                     |
| 1944/45 | 1        | Чемпион | 1/8        |                     |
| 1945/46 | 1        | 2-е     | 1/8        |                     |
| 1946/47 | 1        | 4-е     | 1/4        |                     |
| 1947/48 | 1        | Чемпион | 1/8        |                     |
| 1948/49 | 1        | Чемпион | 1/2        |                     |
| 1949/50 | 1        | 5-е     | 1/8        |                     |
| 1950/51 | 1        | 4-е     | Победитель |                     |
| 1951/52 | 1        | Чемпион | Победитель |                     |
| 1952/53 | 1        | Чемпион | Победитель |                     |
| 1953/54 | 1        | 2-е     | Финалист   |                     |
| 1954/55 | 1        | 2-е     | 1/2        |                     |
| 1955/56 | 1        | 2-е     | 1/4        |                     |
| 1956/57 | 1        | 3-е     | Победитель |                     |
| 1957/58 | 1        | 3-е     | 1/2        | КЯ Победитель       |
| 1958/59 | 1        | Чемпион | Победитель |                     |
| 1959/60 | 1        | Чемпион | 1/4        | КЯ Победитель       |
| 1960/61 | 1        | 4-е     | 1/8        | КЧ Финалист КЯ 1/4  |
| 1961/62 | 1        | 2-е     | 1/4        | КЯ Финалист         |
| 1962/63 | 1        | 6-е     | Победитель | КЯ 1/8              |
| 1963/64 | 1        | 2-е     | 1/2        | КК 1/32             |
| 1964/65 | 1        | 6-е     | 1/4        | КЯ 1/8              |
| 1965/66 | 1        | 3-е     | 1/2        | КЯ Победитель       |
| 1966/67 | 1        | 2-е     | 1/8        | КЯ 1/8              |
| 1967/68 | 1        | 2-е     | Победитель | КЯ 1/32             |
| 1968/69 | 1        | 3-е     | 1/8        | КК Финалист         |
| 1969/70 | 1        | 4-е     | 1/4        | КЯ 1/8              |
| 1970/71 | 1        | 2-е     | Победитель | КЯ 1/8              |
| 1971/72 | 1        | 3-е     | 1/4        | КК 1/8              |
| 1972/73 | 1        | 2-е     | 1/8        | КУ 1/32             |
| 1973/74 | 1        | Чемпион | Финалист   | КУ 1/32             |
| 1974/75 | 1        | 3-е     | 1/4        | КЧ 1/2              |
| 1975/76 | 1        | 2-е     | 1/4        | КУ 1/2              |
| 1976/77 | 1        | 2-е     | 1/8        | КУ 1/4              |
| 1977/78 | 1        | 2-е     | Победитель | КУ 1/2              |
| 1978/79 | 1        | 5-е     | 1/8        | КК Победитель       |
| 1979/80 | 1        | 4-е     | 1/8        | КК 1/4              |
| 1980/81 | 1        | 5-е     | Победитель | КУ 1/8              |
| 1981/82 | 1        | 2-е     | 1/8        | КК Победитель       |
| 1982/83 | 1        | 4-е     | Победитель | КК 1/4              |
| 1983/84 | 1        | 3-е     | Финалист   | КК 1/4              |
| 1984/85 | 1        | Чемпион | 1/4        | КК 1/16             |
| 1985/86 | 1        | 2-е     | Финалист   | КЧ Финалист         |
| 1986/87 | 1        | 2-е     | 1/8        | КУ 1/4              |
| 1987/88 | 1        | 6-е     | Победитель | КУ 1/4              |
| 1988/89 | 1        | 2-е     | 1/4        | КК Победитель       |
| 1989/90 | 1        | 3-е     | Победитель | КК 1/8              |
| 1990/91 | 1        | Чемпион | 1/2        | КК Финалист         |
| 1991/92 | 1        | Чемпион | 1/8        | КЧ Победитель       |
| 1992/93 | 1        | Чемпион | 1/2        | ЛЧ 1/8              |
| 1993/94 | 1        | Чемпион | 1/4        | ЛЧ Финал            |
| 1994/95 | 1        | 4-е     | 1/8        | ЛЧ 1/4              |
| 1995/96 | 1        | 3-е     | Финалист   | КУ 1/2              |
| 1996/97 | 1        | 2-е     | Победитель | КК Победитель       |
| 1997/98 | 1        | Чемпион | Победитель | ЛЧ Груп. ст.        |
| 1998/99 | 1        | Чемпион | 1/4        | ЛЧ Груп. ст.        |
| 1999/00 | 1        | 2-е     | 1/2        | ЛЧ 1/2              |
| 2000/01 | 1        | 4-е     | 1/2        | ЛЧ Груп. ст. КУ 1/2 |
| 2001/02 | 1        | 4-е     | 1/32       | ЛЧ 1/2              |
| 2002/03 | 1        | 6-е     | 1/32       | ЛЧ 1/4              |
| 2003/04 | 1        | 2-е     | 1/4        | КУ 1/8              |
| 2004/05 | 1        | Чемпион | 1/8        | ЛЧ 1/8              |
| 2005/06 | 1        | Чемпион | 1/4        | ЛЧ Победитель       |
| 2006/07 | 1        | 2-е     | 1/2        | ЛЧ 1/8              |
| 2007/08 | 1        | 3-е     | 1/2        | ЛЧ 1/2              |
| 2008/09 | 1        | Чемпион | Победитель | ЛЧ Победитель       |
| 2009/10 | 1        | Чемпион | 1/8        | ЛЧ 1/2              |
| 2010/11 | 1        | Чемпион | Финалист   | ЛЧ Победитель       |
| 2011/12 | 1        | 2-е     | Победитель | ЛЧ 1/2              |
| 2012/13 | 1        | Чемпион | 1/2        | ЛЧ 1/2              |
| 2013/14 | 1        | 2-е     | Финалист   | ЛЧ 1/4              |
| 2014/15 | 1        | Чемпион | Победитель | ЛЧ Победитель       |
| 2015/16 | 1        | Чемпион | Победитель | ЛЧ 1/4              |
| 2016/17 | 1        | 2-е     | Победитель | ЛЧ 1/4              |
| 2017/18 | 1        | Чемпион | Победитель | ЛЧ 1/4              |
| 2018/19 | 1        | Чемпион | Финалист   | ЛЧ 1/2              |
| 2019/20 | 1        | 2-e     | 1/4        | ЛЧ 1/4              |
| 2020/21 | 1        | 3-e     | Победитель | ЛЧ 1/8              |
| 2021/22 | 1        | 2-е     | 1/8        | ЛЕ 1/4              |
| 2022/23 | 1        | Чемпион | 1/2        | ЛЕ 1/16             |
| 2023/24 | 1        | 2-е     | 1/4        | ЛЧ 1/4              |
| 2024/25 | 1        | Чемпион | Победитель | ЛЧ 1/2              |

## Достижения

### Национальные
- Чемпионат Испании
  - Чемпион (28): 1929, 1944/45, 1947/48, 1948/49, 1951/52, 1952/53, 1958/59, 1959/60, 1973/74, 1984/85, 1990/91, 1991/92, 1992/93, 1993/94, 1997/98, 1998/99, 2004/05, 2005/06, 2008/09, 2009/10, 2010/11, 2012/13, 2014/15, 2015/16, 2017/18, 2018/19, 2022/23, 2024/25
  - Вице-чемпион (28, рекорд): 1929/30, 1945/46, 1953/54, 1954/55, 1955/56, 1961/62, 1963/64, 1966/67, 1967/68, 1970/71, 1972/73, 1975/76, 1976/77, 1977/78, 1981/82, 1985/86, 1986/87, 1988/89, 1996/97, 1999/2000, 2003/04, 2006/07, 2011/12, 2013/14, 2016/17, 2019/20, 2021/22, 2023/24
- Кубок Испании
  - Обладатель (32, рекорд): 1910, 1912, 1913, 1920, 1922, 1925, 1926, 1928, 1942, 1951, 1952, 1952/53, 1957, 1958/59, 1962/63, 1967/68, 1970/71, 1977/78, 1980/81, 1982/83, 1987/88, 1989/90, 1996/97, 1997/98, 2008/09, 2011/12, 2014/15, 2015/16, 2016/17, 2017/18, 2020/21, 2024/25
  - Финалист (12): 1902, 1919, 1932, 1936, 1954, 1973/74, 1983/84, 1985/86, 1995/96, 2010/11, 2013/14, 2018/19
- Суперкубок Испании
  - Обладатель (15, рекорд): 1983, 1991, 1992, 1994, 1996, 2005, 2006, 2009, 2010, 2011, 2013, 2016, 2018, 2023, 2025
- Кубок Эвы Дуарте
  - Обладатель (3, рекорд): 1948, 1952, 1953
- Кубок лиги
  - Обладатель (2, рекорд): 1982/83, 1985/86
- Копа де Оро Аргентина
  - Обладатель: 1945
- Средиземноморская Лига
  - Победитель: 1937
- Копа Макайя
  - Обладатель: 1901/02
  - Финалист: 1900/01
- Кубок Барселоны
  - Обладатель: 1902/03
- Чемпионат Каталонии
  - Чемпион (21, рекорд): 1904/05, 1908/09, 1909/10, 1910/11, 1912/13, 1915/16, 1918/19, 1919/20, 1920/21, 1921/22, 1923/24, 1924/25, 1925/26, 1926/27, 1927/28, 1929/30, 1930/31, 1931/32, 1934/35, 1935/36, 1937/38
  - Вице-чемпион (7): 1906/07, 1907/08, 1911/12, 1914/15, 1922/23, 1932/33, 1936/37
- Кубок Каталонии
  - Обладатель (8, рекорд): 1990/91, 1992/93, 1999/2000, 2003/04, 2004/05, 2006/07, 2012/13, 2013/14
  - Финалист (9): 1995/96, 1996/97, 1997/98, 2000/01, 2001/02, 2005/06, 2007/08, 2009/10, 2010/11

### Международные
- Кубок чемпионов / Лига чемпионов УЕФА
  - Обладатель (5): 1991/92, 2005/06, 2008/09, 2010/11, 2014/15
  - Финалист (3): 1960/61, 1985/86, 1993/94
- Кубок ярмарок
  - Обладатель (3, рекорд): 1955/58, 1958/60, 1965/66
  - Финалист: 1961/62
- Трофей Кубка ярмарок: 1971 (единственный обладатель)
- Кубок обладателей кубков УЕФА
  - Обладатель (4, рекорд): 1978/79, 1981/82, 1988/89, 1996/97
  - Финалист (2): 1969, 1991
- Суперкубок УЕФА
  - Обладатель (5): 1992, 1997, 2009, 2011, 2015
- Межконтинентальный кубок
  - Финалист: 1992
- Клубный чемпионат мира
  - Обладатель (3): 2009, 2011, 2015
  - Финалист: 2006
- Малый Кубок мира
  - Обладатель: 1957
- Латинский кубок
  - Обладатель (2): 1949, 1952
- Кубок Пиренеев
  - Обладатель (4, рекорд): 1910, 1911, 1912, 1913

## Стадион
Стадион футбольного клуба «Барселона» называется «Камп Ноу» (исп. Camp Nou). Официальное открытие стадиона состоялось 24 сентября 1957 года. С момента своего открытия в 1957 году стадион принадлежал каталонскому футбольному клубу и вначале был назван Estadi del FC Barcelona (Стадион ФК «Барселона»), тем не менее уже тогда его называли Камп Ноу. Официально своё нынешнее название он получил в 2000 году. «Камп Ноу» — самый большой по вместимости стадион не только в Испании, но и во всей Европе: он вмещает 99 354 зрителя.
«Камп Ноу» перестраивался несколько раз. Впервые это произошло в 1981 году: стадион был расширен для проведения на нём матчей чемпионата мира по футболу 1982 года, проходившего в Испании; вместимость «Камп Ноу» была увеличена до 120 000 зрителей. Вторая перестройка была осуществлена в 1998 году в связи с введением УЕФА новых правил, предписывающих то, что все места должны быть снабжены сиденьями. Для того чтобы стадион сохранил как можно больше мест, пришлось опустить уровень газона. В настоящий момент вместимость стадиона составляет 99 354 зрителей. Размеры футбольного поля — 105×68 метров.
«Камп Ноу» — один из немногих европейских стадионов, которые УЕФА оценивает в пять звёзд.
На территории стадиона находится официальный центр служащих ФК «Барселона», офис руководства и музей футбольного клуба, который является самым часто посещаемым музеем в Каталонии. Кроме того, «Камп Ноу» — это главная часть комплекса, в который также входит «Мини-эстади» (исп. Mini estadi) — двадцатитысячный стадион, на котором тренируются команды спортивной школы клуба, «Ла Масия» (исп. La Masía) — здание, где живут самые юные воспитанники клуба, и «Сине-гранатовый дворец» (исп. Palau Blaugrana) — корпус на 8 000 зрителей, где выступают баскетбольные, гандбольные, хоккейные и мини-футбольные команды клуба.

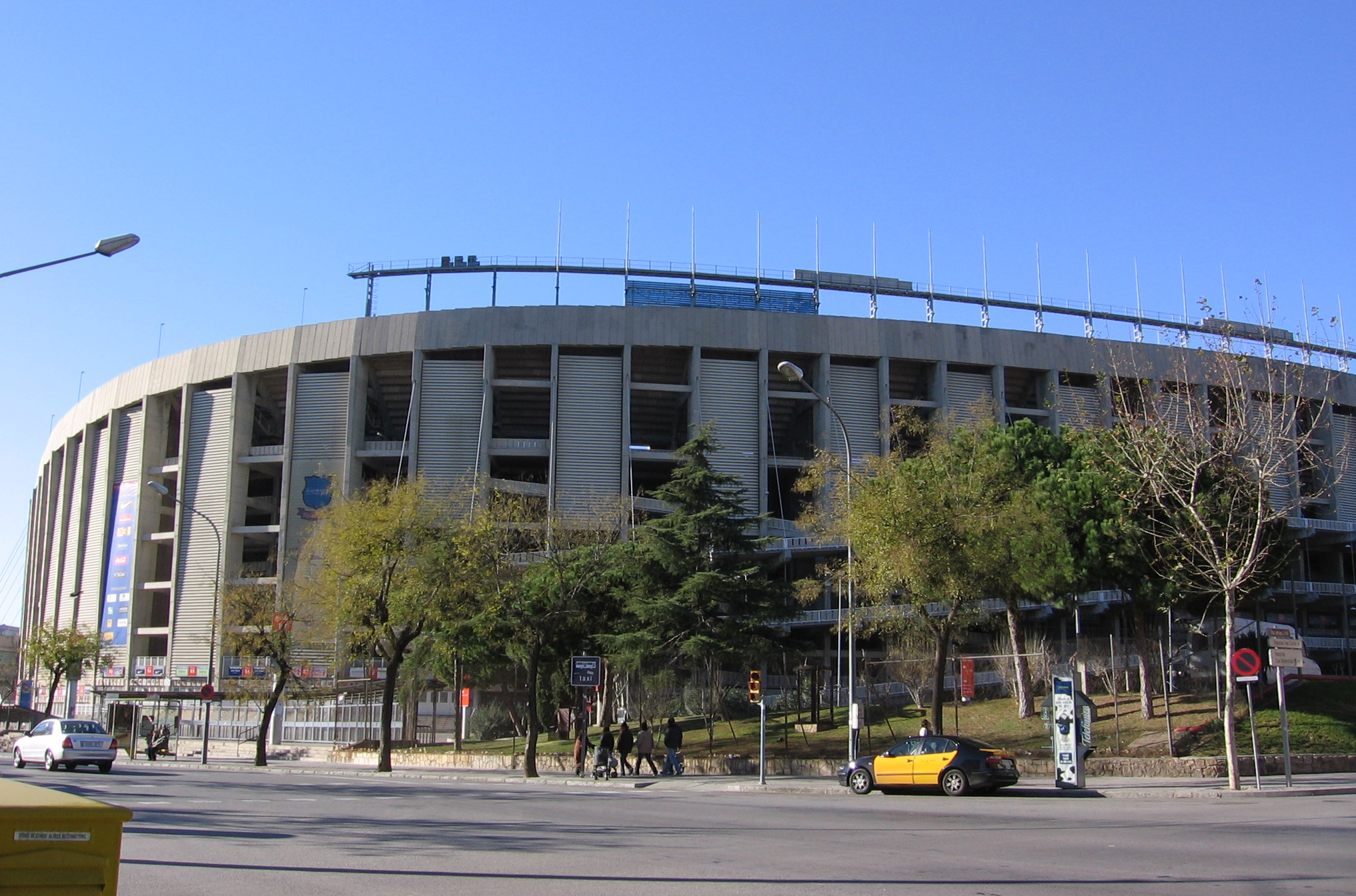
Камп Ноу

В сентябре 2007 года клуб принял проект по перестройке стадиона в честь пятидесятилетия со дня его открытия. Был организован международный конкурс, во время которого архитекторы со всего мира представляли свои проекты. В состав жюри вошли представители клуба, члены государственной администрации и ассоциации каталонских архитекторов. 18 сентября 2007 года стал известен победитель — им стала английская фирма «Фостерс и партнёры», которая была известна по постройке нового стадиона «Уэмбли», Виадука Мийо, башни Кольсерола, нового торгового центра в Нью-Йорке. Модель проекта впервые была представлена публике перед началом матча между «Барселоной» и «Севильей», который проходил 22 сентября 2007 года. Первоначальный бюджет составил 250 миллионов евро.

1 июня 2023 года «Камп Ноу» был закрыт на крупномасштабную реконструкцию. Для проведения реконструкции была выбрана турецкая компания «Limak Construction». После проведения всех работ, новый «Spotify Camp Nou» будет вмещать 105000 зрителей, что на 6000 больше вместимости старого «Камп Ноу». Также на обновлённом стадионе появится раздвижная крыша, покрытая 30000 квадратных метров солнечных панелей. Планируется, что «Барселона» вернётся на стадион в декабре 2024 года, а все работы по его реконструкции завершатся в 2026 году. Во время перестройки «Камп Ноу» «Барселона» будет проводить свои матчи на Олимпийском стадионе, который находится на горе Монтжуик.

## Символика

### Эмблема
Эмблема имеет форму «котла», разделенного на три квартела. В двух верхних воспроизводится флаг города Барселоны (то есть Крест святого Георгия и флаг Каталонии). В нижней части расположен кожаный мяч образца первой половины XX века на фоне сине-гранатовых полос — цветов клуба. В центре щита на золотистой полосе, которая отделяет верхнюю и нижнюю части герба, выведены инициалы названия клуба FCB (Football Club Barcelona).
На протяжении всей истории клуба было несколько вариантов герба клуба, но практически всегда с одинаковым дизайном — в основном дело касалось косметических новшеств. Так с момента своего создания клуб использовал герб города Барселоны как собственный, демонстрируя тем самым тесную связь с родным городом, и лишь в 1910 году руководство поставило вопрос о создании собственной эмблемы. Был проведён конкурс, который выиграл Карлес Комамала. Во времена правления Франсиско Франко аббревиатура FCB была заменена на CFB (Club de Futbol Barcelona), четыре красные палочки были заменены правительственным заказом на две с намерением, чтобы это не являлось каталонским флагом.
В 1949 году флаг снова появился на эмблеме клуба в честь его 50-летия, а в 1974 году был возвращен английский вариант названия клуба, соответственно, аббревиатура стала прежней.
Современный вид эмблема клуба приняла в 2002 году, благодаря дизайнеру Серрахиму Клару. Очертания герба приняли более плавные формы — внизу вместо трезубца остался один наконечник, то же самое произошло и по бокам. Также были удалены точки, разделяющие инициалы клуба, и изменён тип начертания самой аббревиатуры.

### Дедушка «Барселоны»
Дедушка Барселоны (исп. el Abuelo del Barça, кат. Avi Barça) — персонаж, созданный художником Валенти Кастанис и символизирующий собой футбольный клуб «Барселона».
Он традиционно облачён в стиль 1960—1970-х годов, в руках у него флаг каталонского клуба, а на голове — барретина. В честь этого персонажа установлена скульптура возле Ла Масии, рядом с «Камп Ноу».
Впервые этот персонаж появился 29 октября 1924 года на страницах журнала El xut.

### Форма

#### Домашняя
| 1899—1910 | 1980—1992 | 1992—1995 | 1995—1997 | 1997/98 | 1998/99 | 1999/00 | 2000/01 | 2001/02 | 2002/03 | 2003/04 |
| 2004/05   | 2005/06   | 2006/07   | 2007/08   | 2008/09 | 2009/10 | 2010/11 | 2011/12 | 2012/13 | 2013/14 | 2014/15 |
| 2015/16   | 2016/17   | 2017/18   | 2018/19   | 2019/20 | 2020/21 | 2021/22 | 2022/23 | 2023/24 | 2024/25 |         |

#### Гостевая
| 1980—1990 | 1991—1992 | 1992—1995 | 1995—1997 | 1997/98 | 1998/99 | 1999/00 | 2000/01 | 2001/02 | 2002/03 | 2003/04 |
| 2004/05   | 2005/06   | 2006/07   | 2007/08   | 2008/09 | 2009/10 | 2010/11 | 2011/12 | 2012/13 | 2013/14 | 2014/15 |
| 2015/16   | 2016/17   | 2017/18   | 2018/19   | 2019/20 | 2020/21 | 2021/22 | 2022/23 | 2023/24 | 2024/25 |         |

#### Резервная
| 1980—1990 | 2001/02 | 2013/14 | 2014/15 | 2015/16 | 2016/17 | 2017/18 | 2018/19 | 2019/20 | 2020/21 | 2021/22 |
| 2022/23   | 2023/24 | 2024/25 |         |         |         |         |         |         |         |         |

Источники:,,,

### Бренды и спонсорство
| Период     | Изготовитель формы | Титульный спонсор |
| ---------- | ------------------ | ----------------- |
| 1982—1992  | Meyba              | не было           |
| 1992—1998  | Kappa              | не было           |
| 1998—н. в. | Nike               | не было           |
| 2006—2011  | Nike               | UNICEF            |
| 2011—2013  | Nike               | Qatar Foundation  |
| 2013—2017  | Nike               | Qatar Airways     |
| 2017—2022  | Nike               | Rakuten           |
| 2022—н. в. | Nike               | Spotify           |

- Здесь представлены хронология марок одежды и спонсоров клуба.

С 1998 года производителем формы для клуба является компания Nike. Ранее спонсорами являлись Meyba (1982—1992) и Kappa (1992—1998). Первым титульным спонсором клуба была компания UNICEF. С сезона 2011/12 также на майках стал писаться спонсор Qatar Foundation. С сезона 2012/13 титульным спонсором команды стала авиакомпания Qatar Airways. С сезона 2017/18 — компания Rakuten.
В марте 2022 года «Барселона» заключила четырёхлетний контракт со стриминговым сервисом Spotify. Название бренда появится на футболках мужских и женских команд с сезона 2022/23. В рамках сотрудничества впервые в истории клуба стадион будет переименован в «Spotify Camp Nou».

## Болельщики

### История
С образованием в 1981 году и до наших дней фанатская группировка Boixos Nois («Сумасшедшие парни») считается одной из самых воинственных во всей Испании.
Изначально во время домашних матчей «Барселоны» Boixos Nois выделялись своим присутствием на специально отведённой трибуне Gol Sud на «Камп Ноу», а затем были переведены на Gol Nord.
После того как Жоан Лапорта стал президентом «Барселоны» (2003), Boixos Nois, как группировке, запретили появляться на «Камп Ноу». Поэтому фанаты вынуждены приходить на матчи небольшими группами.

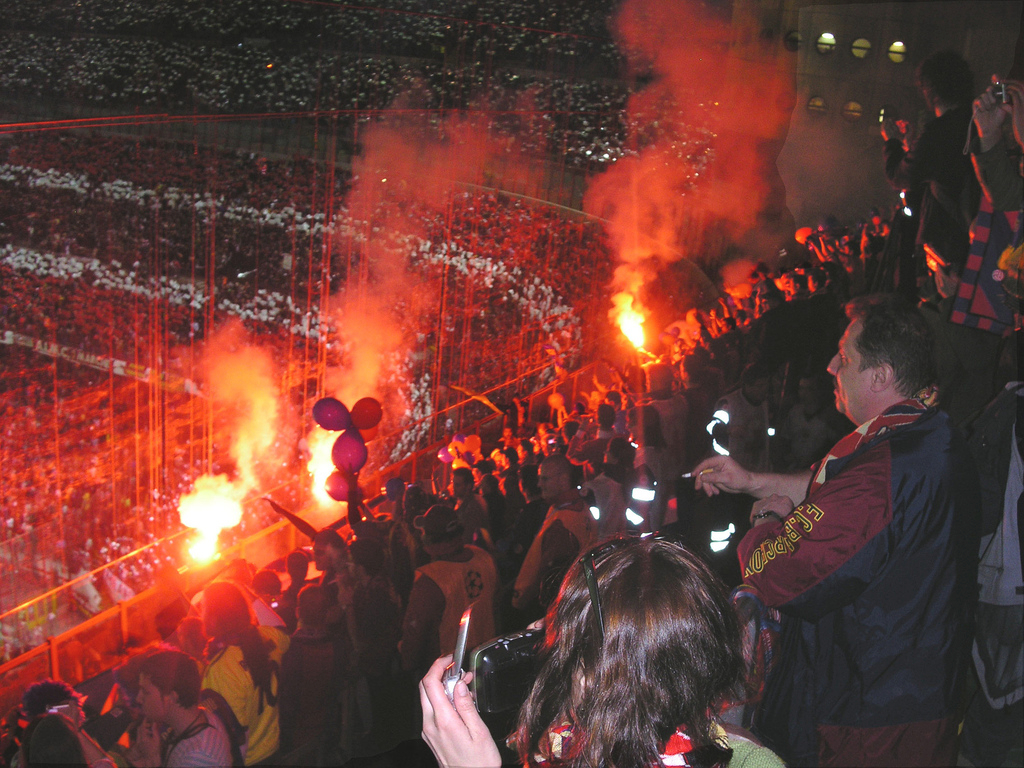
«Милан» — «Барселона» (2006 год)

Логотип представляет собой круг с оскалом бульдога на синем фоне. На левой стороне внешнего круга изображён флаг Каталонии, на правой — сине-гранатовые цвета клуба. На вершине красуется само название группы «Boixos Nois», а в нижней части расположена надпись «F.C. Barcelona».
Друзья: Pen’a Mujika («Реал Сосьедад»), Indar Gorri («Осасуна»), «Вердер» и Almagro («Сан-Лоренсо де Альмагро»).
Враги: Ultras Sur («Реал Мадрид»), Brigadas Blanquiazules («Эспаньол»), Curva Nord 10, Yomus («Валенсия»), Ligallo Fondo Norte («Реал Сарагоса»), Biris Norte («Севилья») и Herri Norte Taldea («Атлетик Бильбао»).

### Соперники
Эль-Класико (исп. El Clásico, кат. El Clàssic), либо Дерби Испании (исп. El derbi Español, кат. El derbi espanyol) или Суперкласико (исп. El Superclasico, кат. El Superclàssic) — футбольные матчи между мадридским «Реалом» и каталонской «Барселоной». Конкуренция также происходит и между Мадридом и Барселоной — двумя самыми большими городами в Испании. Эль-Класико считается одним из самых ярких и принципиальных противостояний мира. Каждый раз этот матч становится большим событием для всего футбольного мира.
Катало́нское де́рби (кат. El derbi Barceloní, исп. El derbi barcelonés) — матчи между футбольными клубами из столицы Каталонии Барселоны: «Барселона» и «Эспаньол». Принципиальный характер этому дерби придаёт тот факт, что болельщики клубов традиционно придерживаются различных политических взглядов: фанаты «Барселоны» исповедуют более левые и сепаратистские взгляды, а болельщики «Эспаньола» — более правые и лояльные к центральному испанскому правительству.

## Текущий состав
| 1  | Германия | Вр  | Марк-Андре тер Стеген (капитан) | 1992 |  |  |  |  |  |
| 13 | Испания  | Вр  | Иньяки Пенья                    | 1999 |  |  |  |  |  |
| 25 | Польша   | Вр  | Войцех Щенсный                  | 1990 |  |  |  |  |  |
|    | Испания  | Вр  | Жоан Гарсия                     | 2001 |  |  |  |  |  |
|    |          |     |                                 |      |  |  |  |  |  |
| 3  | Испания  | Защ | Алехандро Бальде                | 2003 |  |  |  |  |  |
| 4  | Уругвай  | Защ | Рональд Араухо (вице-капитан)   | 1999 |  |  |  |  |  |
| 5  | Испания  | Защ | Пау Кубарси                     | 2007 |  |  |  |  |  |
| 15 | Дания    | Защ | Андреас Кристенсен              | 1996 |  |  |  |  |  |
| 23 | Франция  | Защ | Жюль Кунде                      | 1998 |  |  |  |  |  |
| 24 | Испания  | Защ | Эрик Гарсия                     | 2001 |  |  |  |  |  |
|    |          |     |                                 |      |  |  |  |  |  |
| 6  | Испания  | ПЗ  | Гави                            | 2004 |  |  |  |  |  |

| 8  | Испания    | ПЗ  | Педри (вице-капитан)          | 2002 |  |  |  |  |  |
| 16 | Испания    | ПЗ  | Фермин Лопес                  | 2003 |  |  |  |  |  |
| 17 | Испания    | ПЗ  | Марк Касадо                   | 2003 |  |  |  |  |  |
| 20 | Испания    | ПЗ  | Дани Ольмо                    | 1998 |  |  |  |  |  |
| 21 | Нидерланды | ПЗ  | Френки де Йонг (вице-капитан) | 1997 |  |  |  |  |  |
|    |            |     |                               |      |  |  |  |  |  |
| 7  | Испания    | Нап | Ферран Торрес                 | 2000 |  |  |  |  |  |
| 9  | Польша     | Нап | Роберт Левандовский           | 1988 |  |  |  |  |  |
| 10 | Испания    | Нап | Ламин Ямаль                   | 2007 |  |  |  |  |  |
| 11 | Бразилия   | Нап | Рафинья (вице-капитан)        | 1996 |  |  |  |  |  |
| 14 | Англия     | Нап | Маркус Рашфорд                | 1997 |  |  |  |  |  |

### Последние трансферы
Последние трансферы клуба см. здесь: ФК «Барселона» в сезоне 2025/2026#Трансферы.

## Гимн
Официальным гимном «Барселоны» является Песнь Барселоны (кат. Cant del Barça, исп. Canto del Barça), написанная в 1974 году. Авторами текста являются Хосеп Мария Эспинас и Хуме Пикас, музыки — Мануэль Вальс-и-Горина. Официальная премьера состоялась 27 ноября 1974 года во время празднования 75-летия клуба в исполнении хора Св. Жорди (святой Георгий — покровитель Каталонии).
Самая первая версия гимна клуба была впервые исполнена 18 февраля 1923 года хором Орфео Грасенца на старом стадионе «Лес Кортс» в честь президента Жоана Гампера. Автором слов был Рафаэль Фолч-и-Капдевилья, музыки — Энрико Морера.
В последние годы появились иные версии гимна от таких исполнителей, как Серрат Жоан Мануэль, в связи с различными событиями, к примеру такими, как празднование столетия клуба. Кроме того, совет под председательством Жоана Лапорты стал активно привлекать многих исполнителей и ансамблей для адаптации гимна к самым различным музыкальным стилям: поп, рок, рэп, самба, хип-хоп, ска, румба.
Традиционно гимн клуба исполняется во время выхода игроков на поле перед началом и концом матча (на «Камп Ноу») и в случае победы команды.

## Персонал

### Руководство клуба
| Должность                       | Имя                                                     |
| ------------------------------- | ------------------------------------------------------- |
| Президент                       | Жоан Лапорта                                            |
| Вице-президент                  | Рафаэль Юсте                                            |
| Спортивный директор             | Деку                                                    |
| Главный тренер                  | Ханс-Дитер Флик                                         |
| Ассистент тренера               | Маркус Зорг Тони Тапалович Хайко Вестерман Арнау Бланко |
| Тренер по физической подготовке | Хулио Тоус                                              |
| Тренер вратарей                 | Хосе Рамон де ла Фуэнте                                 |
| Глава молодёжного департамента  | Хосе Рамон Алексанко                                    |

### Президенты клуба
| Период     | Президент                      |
| ---------- | ------------------------------ |
| 2021—н. в. | Жоан Лапорта-и-Эструк          |
| 2020—2021  | Административная Комиссия      |
| 2014—2020  | Жозеп Мария Бартомеу-и-Флорета |
| 2010—2014  | Сандро Россель-и-Фелиу         |
| 2003—2010  | Жоан Лапорта-и-Эструк          |
| 2003       | Административный Комитет       |
| 2003       | Энрик Рейна-и-Мартинес         |
| 2000—2003  | Жоан Гаспар-и-Сольвес          |
| 1978—2000  | Хосеп Луис Нуньес              |
| 1977—1978  | Раймон Карраско Аземар         |
| 1969—1977  | Агусти Монталь Коста           |
| 1968—1969  | Нарсис де Каррерас Гитерас     |
| 1961—1968  | Энрик Льяудет Понса            |

### Главные тренеры
- Следующие главные тренеры выиграли хотя бы один турнир с «Барселоной».

| Период               | Тренер             | Достижения |
| -------------------- | ------------------ | --- |
| 2024—н. в.           | Ханс-Дитер Флик    | 1 титул Примеры, 1 Кубок Короля, 1 Суперкубок                                                                                |
| 2021—2024            | Хави               | 1 титул Примеры, 1 Суперкубок                                                                                                |
| 2020—2021            | Рональд Куман      | 1 Кубок Короля |
| 2017—2020            | Эрнесто Вальверде  | 2 титула Примеры, 1 Кубок Короля, 1 Суперкубок                                                                               |
| 2014—2017            | Луис Энрике        | 2 титула Примеры, 3 Кубка Короля, 1 Лига чемпионов, 1 Суперкубок УЕФА, 1 Клубный кубок мира, 1 Суперкубок                    |
| 2013—2014            | Херардо Мартино    | 1 Суперкубок |
| 2012—2013            | Тито Виланова      | 1 титул Примеры |
| 2008—2012            | Хосеп Гвардиола    | 3 титула Примеры, 2 Кубка Короля, 3 Суперкубка, 2 Лиги чемпионов, 2 Суперкубка УЕФА, 2 Клубный кубок мира                    |
| 2003—2008            | Франк Райкаард     | 2 титула Примеры, 2 Суперкубка, 1 Лига чемпионов                                                                             |
| 1997—2000, 2002—2003 | Луи ван Гал        | 2 титула Примеры, 1 Кубок Короля                                                                                             |
| 1996—1997            | Бобби Робсон       | 1 Кубок Короля, 2 Суперкубка, 1 Кубок обладателей кубков                                                                     |
| 1988—1996            | Йохан Кройф        | 4 титула Примеры, 1 Кубок Короля, 3 Суперкубка, 1 Кубок Европейских чемпионов, 1 Кубок обладателей кубков, 1 Суперкубок УЕФА |
| 1987—1988            | Луис Арагонес      | 1 Кубок Короля |
| 1984—1987            | Терри Венейблс     | 1 титул Примеры, 1 Кубок испанской лиги                                                                                      |
| 1983—1984            | Сесар Луис Менотти | 1 Суперкубок |
| 1981—1983            | Удо Латтек         | 1 Кубок Короля, 1 Кубок испанской лиги, 1 Кубок обладателей кубков                                                           |
| 1980, 1980—1981      | Эленио Эррера      | 1 Кубок Короля |
| 1979—1980            | Жоаким Рифе        | 1 Кубок обладателей кубков                                                                                                   |
| 1971—1975, 1976—1978 | Ринус Михелс       | 1 титул Примеры, 1 Кубок Короля                                                                                              |
| 1969—1971            | Вик Бакингем       | 1 Кубок Короля |
| 1967—1969            | Сальвадор Артигас  | 1 Кубок Короля |
| 1965—1967            | Роке Ольсен        | 1 Кубок ярмарок |
| 1963                 | Жозеп Гонсальво    | 1 Кубок Короля |
| 1958—1960            | Эленио Эррера      | 2 титула Примеры, 1 Кубок Короля, 1 Кубок ярмарок                                                                            |
| 1956—1958            | Доменек Балманья   | 1 Кубок Короля, 1 Кубок ярмарок, 1 Малый Кубок мира                                                                          |

## Финансы и собственность
В 2010 году журнал «Forbes» оценивал стоимость «Барселоны» в один миллиард долларов, поместив тем самым её на 4-е место, после «Манчестер Юнайтед», «Реала», и «Арсенала». В соответствии с рейтингом Делойт, доходы клуба за сезон 2012/13 составили 482,6 млн, немного уступив мадридскому «Реалу», доходы которого составили за тот же период 518,9 млн евро. В 2013 году «Forbes» поставил «Барсу» уже на третье место по стоимости, после «Реала» и «Манчестер Юнайтед», стоимость «Барселоны» составила 2,6 миллиарда долларов. В 2010 году клуб подписал пятилетний контракт с катарской компанией Qatar Sports Investment на сумму € 165 млн и впервые разместил на форме футболистов логотип фирмы. Также телетрансляции приносили «Барсе» около 255 млн долларов в год.
Совладельцами клуба являются все его члены (так называемые socis, что на каталанском означает «партнеры»), количество которых на 2010 год равно 170 тыс., а не акционеры или иностранные олигархи.
В 2010 году компания Deloitte провела аудит финансового состояния «Барселоны». Долги клуба составили € 442 миллиона, а убытки прошлого сезона — 77 миллионов, что составило 58 % от стоимости клуба. Аудит был проведен по поручению нового руководства клуба. В 2011 году общий долг Барселоны составил около € 483 миллиона, а чистый долг — € 364 миллиона. Издание Sporting Intelligence на основе анализа финансовых ведомостей 14 топ-клубов в разных видах спорта по всему миру, пришли к выводу, что в среднем наибольшую зарплату получают футболисты Барселоны — 8,1 млн евро в год.
По данным отчёта Deloitte, к началу 2022 года долг «Барселоны» составил 1,173 млрд евро, а убытки 481 млн евро, при этом фонд заработной платы на 40 процентов выше по сравнению с другими топ-клубами. Также в ходе исследования были выявлены сомнительные финансовые операции, в результате чего компании Kroll было поручено провести судебную экспертизу.

## Рекорды

### Мировые рекорды
- Первый клуб, который выиграл все официальные турниры за год: 6 турниров, 2009
- Первый клуб, который сделал «золотой хет-трик» дважды: 2008/09, 2014/15
- Единственный клуб, воспитанники которого были в финальной тройке претендентов на «Золотой мяч» в один год: Лионель Месси, Хави, Андрес Иньеста, 2010
- Клуб, игрок которого выиграл наибольшее количество «Золотых мячей», в том числе «Золотой мяч ФИФА» в истории: 6, Лионель Месси (2009—2012, 2015, 2019)
- Клуб, игрок которого выиграл наибольшее количество «Золотых бутс» в истории: 6, Лионель Месси (2009/10, 2011/12, 2012/13, 2016/17, 2017/18, 2018/19)
- Наибольшее количество «Золотых мячей», полученных игроками одного клуба, в истории: 12 побед

### Командные рекорды
- Самая крупная победа во всех соревнованиях: 18:0 — против «Химнастика», чемпионат Каталонии, 1901

 Чемпионат Испании: 
- Самая крупная домашняя победа в чемпионате: 10:1 — против «Химнастика», сезон 1949/50
- Самая крупная выездная победа в чемпионате: 0:8 — против «Лас-Пальмаса», сезон 1959/60; против «Альмерии», сезон 2010/11; против «Кордовы», сезон 2014/15
- Самое крупное домашнее поражение в чемпионате: 0:6 — против «Атлетика», сезон 1945/46
- Самое крупное выездное поражение в чемпионате: 12:1 — против «Атлетика», сезон 1930/31
- Самая продолжительная победная серия: 16 матчей, сезон 2010/11, туры 7—22 (с 16 октября 2010 по 4 февраля 2011 года)
- Самая продолжительная беспроигрышная серия: 31 матч, сезон 2010/11, туры 3—33 (с 19 сентября 2010 по 30 апреля 2011 года)
- Самая продолжительная беспроигрышная серия, начиная с 1 тура: 21 матч, сезон 2009/2010, туры 1-21 (с 31 августа 2009 по 6 февраля 2010 года)
- Самая продолжительная безвыигрышная серия: 7 матчей, сезоны 1981/82—1982/83, туры 29—1
- Самая продолжительная серия из поражений: 5 матчей, сезон 1987/88, туры 2—6
- Самая продолжительная серия без пропущенных мячей: 8 матчей, сезон 1972/73, туры 15—22; сезон 2014/15, туры 1-8
- Самая продолжительная серия без забитых мячей: 3 матча, сезон 2003/04, туры 5—7
- Наибольшее количество голов, забитых в одном сезоне: 116 голов, сезон 2016/17
- Наименьшее количество голов, пропущенных в одном сезоне: 21 гол (38 матчей), сезон 2010/11, сезон 2014/15; 18 голов (30 матчей), сезон 1968/1969
- Наибольшее число набранных очков в одном сезоне: 100, сезон 2012/13
- Наибольшее число набранных очков в 1-м круге: 55 очков, сезон 2012/13
- Наибольшее число набранных очков во 2-м круге: 50 очков, сезон 2009/10, сезон 2014/15
- Наибольшее число набранных очков в домашних матчах: 55 очков, сезон 2009/10, сезон 2012/13
- Наибольшее число набранных очков на выезде: 46 очков, сезон 2010/11
- Наибольшее число побед в одном сезоне: 32, сезон 2012/13
- Наибольшее число побед в домашних матчах в одном сезоне: 18 побед, сезон 2009/10, сезон 2012/13
- Наибольшее число побед в выездных матчах в одном сезоне: 14 побед, сезон 2010/11, сезон 2012/13, сезон 2014/15
- Наименьшее число поражений в одном сезоне: 1, сезон 2009/10, сезон 2017/18
- Наименьшее число ничьих в одном сезоне: 4, сезон 2012/13, сезон 2014/15
- Наибольшее число мячей, забитых в 1-м круге: 64 мяча, сезон 2012/13
- Наибольшее число мячей, забитых во 2-м круге: 62 мяча, сезон 2014/15
- Наибольшее число мячей, забитых в домашних матчах: 73 мяча, сезон 2011/12
- Наибольшее число мячей, забитых на выезде: 52 мяча, сезон 2012/13
- Наилучшая разность мячей: 89 мячей, сезон 2014/15
- Самая крупная победа в Кубке Испании: 10:1 — против «Басконии», сезон 1961/62

 Еврокубки: 
- Самая крупная домашняя победа в Кубке обладателей кубков: 8:0 — против «Аполлона», сезон 1982/83
- Самая крупная домашняя победа в Кубке УЕФА: 8:0 — против «Матадора Пухов[англ.]», сезон 2003/04
- Самая крупная выездная победа в Кубке УЕФА: 0:7 — против «Хапоэля», сезон 1995/96
- Самая крупная домашняя победа в Лиге чемпионов: 7:1 — против «Байер 04», сезон 2011/12
- Самая крупная выездная победа в Лиге чемпионов: 0:5 — против «Базеля», сезон 2008/09
- Самая продолжительная победная серия в Лиге чемпионов: 11 матчей, сезон 2002/03

### Индивидуальные рекорды
- По числу голов во всех турнирах (официальные и неофициальные матчи): 482 — Лионель Месси, 2004 — настоящее время (453 голов в официальных матчах и 29 в товарищеских играх — по состоянию на 30.05.2016)[206]
- По числу голов в официальных турнирах: 453 — Лионель Месси, 2004 — настоящее время (312 голов в чемпионате Испании, 39 в Кубке Испании, 83 в Лиге чемпионов и 19 в других турнирах — по состоянию на 30.05.2016)
- По числу голов в неофициальных матчах: 227 — Паулино Алькантара, 1911—1916, 1917—1927
- По числу голов в чемпионате Испании: 312 — Лионель Месси, 2004 — настоящее время (по состоянию на 30.05.2016)[206]
- По числу голевых передач в чемпионате Испании: 111 — Лионель Месси, 2004 — настоящее время (по состоянию на 2.05.2015)[206]
- По числу голов в Кубке Испании: 65 — Хосеп Самитьер, 1919—1932[206]
- По числу голов в Суперкубке Испании: 11 — Лионель Месси, 2009—2015
- По числу голов в международных турнирах: 82 — Лионель Месси, 2004 — настоящее время (77 в Лиге чемпионов, 1 в Суперкубке УЕФА, 4 на Клубном чемпионате мира — по состоянию на 6.05.2015)[206]
- По числу голов в матчах УЕФА: 78 — Лионель Месси, 2004 — настоящее время (77 голов в Лиге чемпионов, 1 гол в Суперкубке УЕФА — по состоянию на 6.05.2015)[206]
- По числу голов в Лиге чемпионов УЕФА: 83 — Лионель Месси, 2004 — настоящее время (по состоянию на 30.05.2016)[206]
- По числу голов в Кубке обладателей кубков: 10 — Ханс Кранкль, 1978—1981
- По числу голов в Кубке УЕФА: 11 — Карлес Решак, 1972—1981
- По числу голов в Кубке ярмарок: 19 — Хосе Сальдуа, 1961—1971
- По числу голов на Клубном чемпионате мира: 5 — Лионель Месси, 2009—2015
- По числу голов во всех турнирах за один календарный год: 79 — Лионель Месси, 2012
- По числу голов во всех турнирах за один сезон: 73 — Лионель Месси, 2011/12 (50 голов в чемпионате Испании, 3 гола в Кубке Испании, 3 гола в Суперкубке Испании, 14 голов в Лиге чемпионов, 1 гол в Суперкубке УЕФА, 2 гола на Клубном чемпионате мира)[206]
- По числу голов за один сезон в чемпионате Испании: 50 — Лионель Месси, 2011/12[206]
- По числу голов за один сезон в Кубке Испании: 12 — Ладислав Кубала, 1951/52
- По числу голов за один сезон в Лиге чемпионов УЕФА: 14 — Лионель Месси, 2011/12 (по состоянию на 03.04.2012).
- По числу голов за один сезон на Клубном чемпионате мира: 2 — Лионель Месси, 2011; Адриано, 2011
- По числу голов, забитых в одном матче: 9 — Жоан Гампер трижды: в 1901 году в двух матчах на Кубок Макайя и в 1903 году в матче за Кубок Барселоны; Хосеп Эскола в 1935 году в матче против команды Сегунды «Реал Унион»[206]
- По числу голов, забитых в одном матче чемпионата Испании: 7 — Ладислав Кубала, в матче против «Спортинга», сезон 1951/52[206]
- По числу голов, забитых в одном матче Кубка Испании: 7 — Эулохио Мартинес, в матче против «Атлетико Мадрид», сезон 1956/57[206]
- По числу голов, забитых в одном матче Лиги чемпионов УЕФА: 5 — Лионель Месси, в матче против «Байер 04», сезон 2011/12
- По числу хет-триков во всех соревнованиях: 32 — Лионель Месси, 2004 — настоящее время[206] (по состоянию на 8.03.2015)
- По числу хет-триков в чемпионате Испании: 24 — Лионель Месси, 2004 — настоящее время[206] (по состоянию на 8.03.2015)
- По числу хет-триков в Лиге чемпионов: 5 — Лионель Месси, 2004 — настоящее время[206] (по состоянию на 25.11.2014)
- Самая длинная голевая серия в чемпионате Испании: 21 матч (33 гола) — Лионель Месси (11—29-й и 33—34 туры), сезон 2012/13[206]
- Самая длинная голевая серия в официальных матчах: 21 гол в одиннадцати играх подряд — Мариано Мартин (с 14 февраля по 9 мая 1943 года в 8 играх чемпионата Испании и 3 за Кубок Испании)[206]
- Самый быстрый хет-трик в чемпионате Испании в 21 веке: 8 минут — Педро Родригес, в матче против «Хетафе», сезон 2013/14[207]
- Самый быстрый хет-трик в Лиге чемпионов: 13 минут — Неймар, в матче против «Селтика», сезон 2013/14[208]

Статистика участия в еврокубках.
| Соревнования                  | Уч. | И.  | В.  | Н.  | П.  | М.       | ГР.  |
| ----------------------------- | --- | --- | --- | --- | --- | -------- | ---- |
| Кубок (Лига) чемпионов УЕФА   | 27  | 288 | 169 | 64  | 55  | 577-282  | +295 |
| Кубок обладателей кубков УЕФА | 13  | 85  | 50  | 18  | 17  | 178-87   | +91  |
| Кубок УЕФА                    | 11  | 77  | 39  | 17  | 21  | 146-75   | +71  |
| Кубок ярмарок                 | 10  | 70  | 35  | 17  | 18  | 141-85   | +56  |
| Суперкубок Европы УЕФА        | 9   | 14  | 6   | 4   | 4   | 15-15    | 0    |
| Всего                         | 70  | 534 | 299 | 120 | 115 | 1057-544 | +510 |

## Личные достижения футболистов «Барселоны»

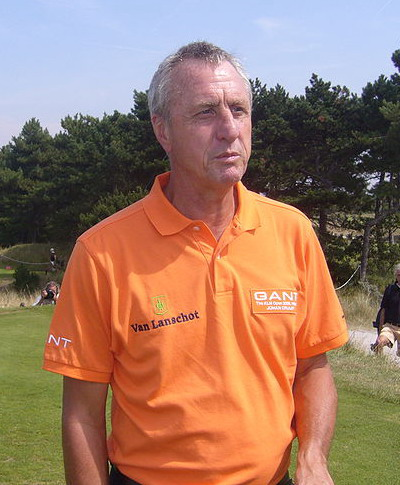
Йохан Кройф

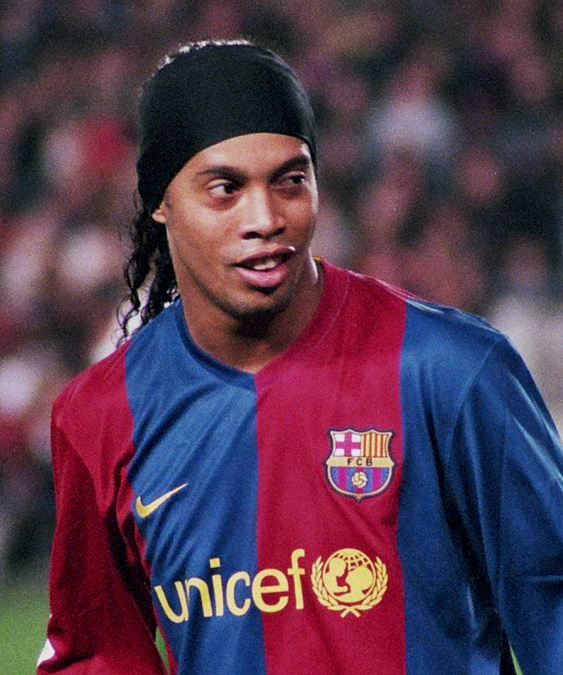
Роналдиньо

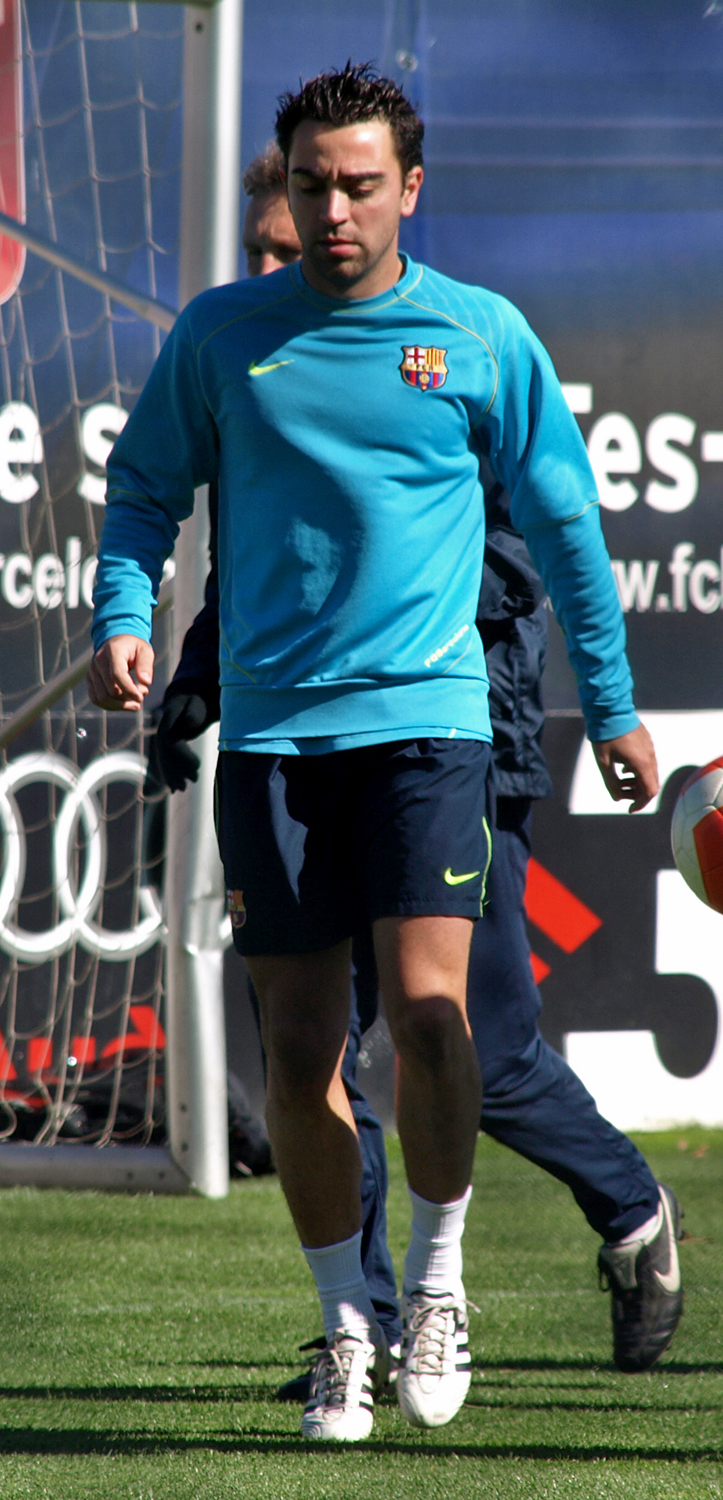
Хави

### Обладатели «Золотого мяча»
Следующие футболисты получили «Золотой мяч», выступая за «Барселону»:
- Луис Суарес — 1960[209]
- Йохан Кройф — 1973[210], 1974[211]
- Христо Стоичков — 1994[212]
- Ривалдо — 1999[213]
- Роналдиньо — 2005[214]
- Лионель Месси — 2009[215], 2019[216]

### Обладатели «Золотого мяча» ФИФА
Следующие футболисты получили «Золотой мяч ФИФА», выступая за «Барселону»:
- Лионель Месси — 2010[217], 2011[218], 2012[219], 2015[220]

### Обладатели «Золотой бутсы»
Следующие футболисты получили «Золотую бутсу», выступая за «Барселону»:
- Роналдо — 1997[221]
- Лионель Месси — 2010[222], 2012[223], 2013[224], 2017[225], 2018[226], 2019[227]
- Луис Суарес — 2016[228]

### Футболисты года по версии УЕФА
Следующие футболисты были признаны футболистами года по версии УЕФА, выступая за «Барселону»:
- Роналдиньо — 2005[229]
- Лионель Месси — 2009[230]

### Игроки года по версии ФИФА
Следующие футболисты были признаны футболистами года по версии ФИФА, выступая за «Барселону»:
- Ромарио — 1994
- Роналдо — 1996
- Ривалдо — 1999
- Роналдиньо — 2004[232], 2005[233]
- Лионель Месси — 2009[234], 2019[235]

### Тренер года по версии УЕФА
Следующие наставники получили награду «Лучший тренер Европы» по версии УЕФА, возглавляя «Барселону»:
- Франк Райкард — 2006[236]

### Тренер года по версии ФИФА
Следующие наставники получили награду «Тренер года» по версии ФИФА, возглавляя «Барселону»:
- Хосеп Гвардиола — 2011[238]
- Луис Энрике — 2015[239]

### Лучшие футболисты года в Европе
Следующие футболисты получили Приз лучшему футболисту года в Европе, выступая за «Барселону»:
- Лионель Месси — 2011[240], 2015[241]
- Андрес Иньеста — 2012[242]

### Лучшие бомбардиры Лиги чемпионов УЕФА
Следующие футболисты были признаны лучшими бомбардирами Лиги чемпионов УЕФА, выступая за «Барселону»:
- Ривалдо — 1999/00[243]
- Лионель Месси — 2008/09[244], 2009/10[245], 2010/11[246], 2011/12[247], 2014/15[248], 2018/19[249]
- Неймар — 2014/15
- Рафинья — 2024/25

### Лучшие ассистенты Лиги чемпионов УЕФА
Следующие футболисты были признаны лучшими ассистентами Лиги чемпионов УЕФА, выступая за «Барселону»:
- Луиш Фигу — 1999/00
- Роналдиньо — 2005/06[250]
- Самюэль Это’о — 2005/06
- Хави — 2008/09[251]
- Лионель Месси — 2014/15[252]
- Неймар — 2016/17[253]
- Луис Суарес — 2018/19[254]
- Жорди Альба — 2018/19

### Обладатели «Золотого мяча» Клубного чемпионата мира
Следующие футболисты получили «Золотой мяч» Клубного чемпионата мира, выступая за «Барселону»:
- Деку — 2006
- Лионель Месси — 2009, 2011
- Луис Суарес — 2015

### Лучшие бомбардиры Клубного чемпионата мира
Следующие футболисты были признаны лучшими бомбардирами Клубного чемпионата мира, являясь игроками «Барселоны»:
- Лионель Месси — 2011[256]
- Адриано — 2011
- Луис Суарес — 2015[257]

### Лучшие игроки чемпионата мира
Следующие футболисты были признаны лучшими игроками чемпионата мира, являясь игроками «Барселоны»:
- Ромарио — 1994[258]
- Лионель Месси — 2014[259]

### Лучшие игроки чемпионата Европы
Следующие футболисты были признаны лучшими игроками чемпионата Европы, являясь игроками «Барселоны»:
- Хави — 2008[260]
- Андрес Иньеста — 2012[261]

### Лучшие игроки Кубка Америки
Следующие футболисты были признаны лучшими игроками Кубка Америки, являясь игроками «Барселоны»:
- Роналдо — 1997
- Ривалдо — 1999
- Лионель Месси — 2015*[263]
- Лионель Месси — 2021[264]

### Чемпионы мира
Следующие футболисты становились чемпионами мира, являясь игроками «Барселоны»:
- Ромарио — 1994
- Ривалдо — 2002
- Виктор Вальдес — 2010
- Карлес Пуйоль — 2010
- Жерар Пике — 2010
- Серхио Бускетс — 2010
- Хави — 2010
- Андрес Иньеста — 2010
- Педро — 2010
- Давид Вилья — 2010
- Усман Дембеле — 2018
- Самюэль Умтити — 2018

### Чемпионы Европы
Следующие футболисты становились чемпионами Европы, являясь игроками «Барселоны»:
- Ферран Оливелья — 1964
- Хесус Мария Переда — 1964
- Педро Сабалья — 1964
- Сальвадор Садурни — 1964
- Жозеп Фусте — 1964
- Карлес Пуйоль — 2008
- Хави — 2008, 2012
- Андрес Иньеста — 2008, 2012
- Виктор Вальдес — 2012
- Жерар Пике — 2012
- Серхио Бускетс — 2012
- Франсеск Фабрегас — 2012
- Педро — 2012
- Фермин Лопес — 2024
- Педри — 2024
- Ферран Торрес — 2024
- Ламин Ямаль — 2024

### Олимпийские чемпионы
Следующие футболисты становились Олимпийскими чемпионами, являясь игроками «Барселоны»:
- Хосеп Гвардиола — 1992
- Альберт Феррер — 1992
- Хавьер Савиола — 2004
- Лионель Месси — 2008
- Рафинья Алькантара — 2016
- Неймар — 2016
- Пау Кубарси — 2024
- Фермин Лопес — 2024

### Обладатели Кубка Америки
Следующие футболисты становились обладателями Кубка Америки, являясь игроками «Барселоны»:
- Джованни — 1997
- Роналдо — 1997
- Ривалдо — 1999
- Клаудио Браво — 2015, 2016
- Артур — 2019
- Филиппе Коутиньо — 2019
- Лионель Месси — 2021

### Обладатели Кубка конфедераций
Следующие футболисты становились обладателями Кубка конфедераций, являясь игроками «Барселоны»:
- Ривалдо — 1997
- Роналдиньо — 2005
- Даниэл Алвес — 2009, 2013
- Марк Андре Тер Штеген — 2017

### Победители Лиги наций УЕФА
Следующие футболисты становились победителями Лиги наций УЕФА, являясь игроками «Барселоны»:
- Нелсон Семеду — 2018/19
- Жорди Альба — 2022/23
- Гави — 2022/23
- Ансу Фати — 2022/23

## Капитаны клуба

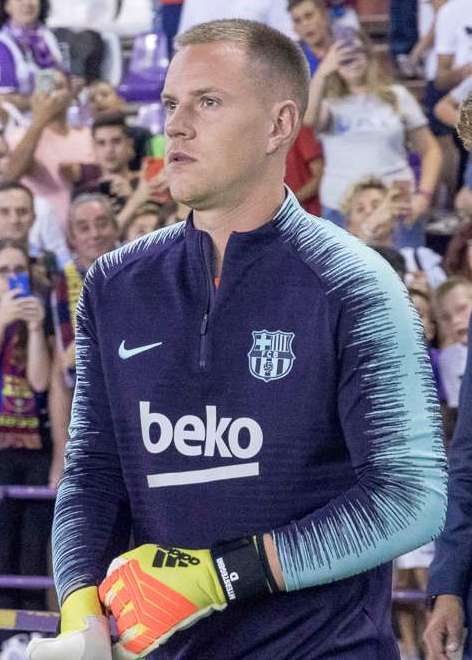
Марк-Андре тер Стеген — нынешний капитан «Барселоны»

| Период    | Капитан             |
| --------- | ------------------- |
| 1920—1927 | Паулино Алькантара  |
| 1927—1932 | Хосеп Самитьер      |
| 1933—1942 | Хуан Хосе Ногес     |
| 1946—1955 | Сесар Родригес      |
| 1955—1956 | Мариано Гонсальво   |
| 1956—1961 | Антони Рамальетс    |
| 1961—1964 | Жоан Сегарра        |
| 1964—1969 | Ферран Оливелья     |
| 1969—1971 | Сальвадор Садурни   |
| 1971—1973 | Жоаким Рифе         |
| 1974—1978 | Йохан Кройф         |
| 1978—1980 | Хуан Мануэль Асенси |

| Период     | Капитан               |
| ---------- | --------------------- |
| 1980—1982  | Антонио Ольмо         |
| 1982—1983  | Кини                  |
| 1984—1986  | Бернд Шустер          |
| 1986—1993  | Хосе Рамон Алешанко   |
| 1993—1996  | Хосе Мария Бакеро     |
| 1996—1997  | Георге Попеску        |
| 1997—2001  | Хосеп Гвардиола       |
| 2001—2002  | Сержи Баржуан         |
| 2002—2004  | Луис Энрике           |
| 2004—2014  | Карлес Пуйоль         |
| 2014—2015  | Хави                  |
| 2015—2018  | Андрес Иньеста        |
| 2018—2021  | Лионель Месси         |
| 2021—2023  | Серхио Бускетс        |
| 2023—2024  | Сержи Роберто         |
| 2024—н. в. | Марк-Андре тер Стеген |